# Statistiche e record dell'Unione Sportiva Avellino 1912
Nella presente pagina sono riportate le statistiche nonché record riguardanti l'Unione Sportiva Avellino 1912, società calcistica italiana con sede ad Avellino.

## Partecipazioni ai tornei

### Partecipazioni ai campionati

#### Campionati nazionali
| Livello | Categoria                                   | Partecipazioni | Debutto   | Ultima stagione | Totale |
| ------- | ------------------------------------------- | -------------- | --------- | --------------- | ------ |
| 1º      | Serie A                                     | 10             | 1978-1979 | 1987-1988       | 10     |
| 2º      | Serie B                                     | 20             | 1973-1974 | 2025-2026       | 20     |
| 3º      | Serie C                                     | 23             | 1945-1946 | 2024-2025       | 37     |
| 3º      | Serie C1                                    | 12             | 1992-1993 | 2006-2007       | 37     |
| 3º      | Lega Pro Prima Divisione                    | 2              | 2011-2012 | 2012-2013       | 37     |
| 4º      | Promozione                                  | 2              | 1949-1950 | 1951-1952       | 13     |
| 4º      | IV Serie                                    | 5              | 1952-1953 | 1956-1957       | 13     |
| 4º      | Campionato Interregionale - Prima Categoria | 1              | 1957-1958 | 1957-1958       | 13     |
| 4º      | Campionato Interregionale                   | 1              | 1958-1959 | 1958-1959       | 13     |
| 4º      | Lega Pro Seconda Divisione                  | 1              | 2010-2011 | 2010-2011       | 13     |
| 4º      | Serie D                                     | 3              | 1961-1962 | 2018-2019       | 13     |
| 5º      | Serie D                                     | 1              | 2009-2010 | 2009-2010       | 1      |

#### Campionati regionali
| Livello | Categoria         | Partecipazioni | Debutto   | Ultima stagione | Totale |
| ------- | ----------------- | -------------- | --------- | --------------- | ------ |
| I       | Prima Divisione   | 3              | 1940-1941 | 1942-1943       | 7      |
| I       | Seconda Divisione | 3              | 1930-1931 | 1934-1935       | 7      |
| I       | Terza Divisione   | 1              | 1929-1930 | 1929-1930       | 7      |
| II      | Terza Divisione   | 1              | 1932-1933 | 1932-1933       | 2      |
| II      | Seconda Divisione | 1              | 1937-1938 | 1937-1938       | 2      |

### Partecipazioni alle coppe
| Competizione                          | Partecipazioni | Debutto   | Ultima stagione | Totale |
| ------------------------------------- | -------------- | --------- | --------------- | ------ |
| Coppa Italia                          | 42             | 1973-1974 | 2025-2026       | 42     |
| Coppa Italia Serie C                  | 17             | 1992-1993 | 2024-2025       | 21     |
| Coppa Italia Lega Pro                 | 3              | 2010-2011 | 2012-2013       | 21     |
| Coppa Italia Semiprofessionisti       | 1              | 1972-1973 | 1972-1973       | 21     |
| Coppa Italia Serie D                  | 2              | 2009-2010 | 2018-2019       | 2      |
| Supercoppa Serie C                    | 2              | 2003      | 2025            | 3      |
| Supercoppa di Lega di Prima Divisione | 1              | 2013      | 2013            | 3      |
| Poule Scudetto di Serie D             | 1              | 2018-2019 | 2018-2019       | 1      |
| Torneo Estivo del 1986                | 1              | 1986      | 1986            | 1      |

## Bilancio incontri
Dati aggiornati al 10 agosto 2025.
Statistiche dal 1945 in poi.
| Competizione                                | G      | V     | N     | P     | GF     | GS     |
| ------------------------------------------- | ------ | ----- | ----- | ----- | ------ | ------ |
| Serie A                                     | 300    | 79    | 111   | 110   | 268    | 338    |
| Serie B                                     | 762+5  | 218+3 | 245   | 299+2 | 736+8  | 898+8  |
| Serie C                                     | 790+13 | 313+4 | 228+3 | 249+6 | 981+9  | 749+10 |
| Serie C1 / Lega Pro Prima Divisione         | 472+13 | 191+6 | 160+3 | 121+4 | 560+14 | 438+11 |
| Lega Pro Seconda Divisione                  | 30+4   | 15+3  | 8     | 7+1   | 51+6   | 26+4   |
| Promozione                                  | 62+1   | 41    | 11    | 10+1  | 152+1  | 54+2   |
| IV Serie                                    | 162+8  | 75+4  | 36    | 51+4  | 272+11 | 182+10 |
| Campionato Interregionale - Prima Categoria | 28     | 10    | 6     | 12    | 35     | 35     |
| Interregionale                              | 34     | 19    | 7     | 8     | 52     | 31     |
| Serie D                                     | 140+4  | 86+3  | 29    | 25+1  | 224+5  | 111+2  |
| Coppa Italia                                | 135    | 40    | 37    | 58    | 135    | 169    |
| Coppa Italia Serie C / Lega Pro             | 90     | 42    | 21    | 27    | 116    | 91     |
| Coppa Italia Serie D                        | 3      | 0     | 1     | 2     | 4      | 6      |
| Supercoppa Serie C / C1                     | 6      | 1     | 3     | 2     | 6      | 7      |
| Poule Scudetto di Serie D                   | 4      | 3     | 1     | 0     | 6      | 1      |
| Torneo Estivo del 1986                      | 6      | 6     | 0     | 0     | 19     | 6      |
| TOTALE                                      | 3072   | 1162  | 910   | 1000  | 3671   | 3209   |

Per le gare terminate ai calci di rigore, si tiene conto del risultato dei tempi regolamentari o supplementari.

### Piazzamenti in campionato
- 1º Posto: 8 volte
  - IV Serie 1952-1953
  - Serie D 1961-1962
  - Serie D 1963-1964
  - Serie C 1972-1973
  - Serie C1 2002-2003
  - Lega Pro Prima Divisione 2012-2013
  - Serie D 2018-2019
  - Serie C 2024-2025
- 2º Posto: 6 volte
  - Promozione 1949-1950
  - Serie C 1966-1967
  - Serie C1 1994-1995
  - Serie C1 2004-2005
  - Serie C1 2006-2007
  - Serie C 2023-2024
- 3º Posto: 7 volte
  - Terza Divisione 1929-1930
  - Serie C 1946-1947
  - Serie C 1947-1948
  - IV Serie 1953-1954
  - Campionato Interregionale 1958-1959
  - Serie B 1977-1978
  - Serie C 2020-2021

## Statistiche nel campionato di Serie A
Dati aggiornati al campionato 1987-1988.
| Campionato        | Stagione | Punti   | Pos. | In casa | In casa | In casa | In casa | In casa | In casa | In trasferta | In trasferta | In trasferta | In trasferta | In trasferta | In trasferta | Totale | Totale | Totale | Totale | Totale | Totale | DR  |
| Campionato        | Stagione | Punti   | Pos. | G       | V       | N       | P       | Gf      | Gs      | G            | V            | N            | P            | Gf           | Gs           | G      | V      | N      | P      | Gf     | Gs     | DR  |
| ----------------- | -------- | ------- | ---- | ------- | ------- | ------- | ------- | ------- | ------- | ------------ | ------------ | ------------ | ------------ | ------------ | ------------ | ------ | ------ | ------ | ------ | ------ | ------ | --- |
| Serie A 1978-1979 | dettagli | 26      | 11º  | 15      | 5       | 8       | 2       | 13      | 9       | 15           | 1            | 6            | 8            | 6            | 17           | 30     | 6      | 14     | 10     | 19     | 26     | -7  |
| Serie A 1979-1980 | dettagli | 27      | 11º  | 15      | 5       | 6       | 4       | 15      | 14      | 15           | 2            | 7            | 6            | 9            | 18           | 30     | 7      | 13     | 10     | 24     | 32     | -8  |
| Serie A 1980-1981 | dettagli | 25(-5)  | 10º  | 15      | 9       | 4       | 2       | 25      | 13      | 15           | 1            | 6            | 8            | 11           | 20           | 30     | 10     | 10     | 10     | 36     | 33     | +3  |
| Serie A 1981-1982 | dettagli | 27      | 8º   | 15      | 6       | 3       | 6       | 13      | 11      | 15           | 3            | 6            | 6            | 9            | 15           | 30     | 9      | 9      | 12     | 22     | 26     | -4  |
| Serie A 1982-1983 | dettagli | 28      | 9º   | 15      | 8       | 6       | 1       | 21      | 5       | 15           | 0            | 6            | 9            | 8            | 29           | 30     | 8      | 12     | 10     | 29     | 34     | -5  |
| Serie A 1983-1984 | dettagli | 26      | 11º  | 15      | 7       | 6       | 2       | 21      | 11      | 15           | 2            | 2            | 11           | 12           | 28           | 30     | 9      | 8      | 13     | 33     | 39     | -6  |
| Serie A 1984-1985 | dettagli | 25      | 13º  | 15      | 6       | 7       | 2       | 16      | 9       | 15           | 1            | 4            | 10           | 11           | 24           | 30     | 7      | 11     | 12     | 27     | 33     | -6  |
| Serie A 1985-1986 | dettagli | 27      | 12º  | 15      | 7       | 6       | 2       | 18      | 12      | 15           | 2            | 3            | 10           | 10           | 26           | 30     | 9      | 9      | 12     | 28     | 38     | -10 |
| Serie A 1986-1987 | dettagli | 30      | 8º   | 15      | 5       | 8       | 2       | 15      | 11      | 15           | 4            | 4            | 7            | 16           | 27           | 30     | 9      | 12     | 9      | 31     | 38     | -7  |
| Serie A 1987-1988 | dettagli | 23      | 15º  | 15      | 5       | 6       | 4       | 15      | 15      | 15           | 0            | 7            | 8            | 4            | 24           | 30     | 5      | 13     | 12     | 19     | 39     | -20 |
| Totale            |          | 264(-5) |      | 150     | 63      | 60      | 27      | 172     | 110     | 150          | 16           | 51           | 83           | 96           | 228          | 300    | 79     | 111    | 110    | 268    | 338    | -70 |

### Record in Serie A
| Punti - Record di punti: 30 (1986-1987) - Record di punti in casa: 22 (1980-1981, 1982-1983) - Record di punti in trasferta: 12 (1981-1982, 1986-1987) - Record di punti nel girone di andata: 16 (1980-1981, 1981-1982) - Record di punti nel girone di ritorno: 17 (1986-1987) | Vittorie, pareggi, sconfitte - Record di vittorie: 10 (1980-1981) - Record di pareggi: 14 (1978-1979) - Record di pareggi per 0-0: 10 (1978-1979) 0-0 totali in A: 54 (18%) - Record di sconfitte: 13 (1983-1984) - Record di vittorie in casa: 9 (1980-1981) - Record di pareggi in casa: 8 (1978-1979, 1986-1987) - Record di sconfitte in casa: 6 (1981-1982) - Record di vittorie in trasferta: 4 (1986-1987) - Record di pareggi in trasferta: 7 (1979-1980, 1987-1988) - Record di sconfitte in trasferta: 11 (1983-1984) - Record di vittorie consecutive: 3 (1983-1984, dalla 23ª giornata alla 25ª giornata; 1986-1987, dalla 28ª giornata alla 30ª giornata) - Record di vittorie consecutive in casa: 5 (1983-1984) - Record di vittorie consecutive in trasferta: 2 (1986-1987) - Record di pareggi consecutivi: 5 (1978-1979, dalla 5ª giornata alla 9ª giornata) - Record di sconfitte consecutive: 4 (1987-1988, dalla 2ª giornata alla 5ª giornata) - Più lunga serie positiva di risultati: 9 (1979-1980, dalla 4ª giornata alla 12ª giornata) - Più lunga serie positiva di risultati in casa: 12 (1980-1981) - Più lunga serie positiva di risultati in trasferta: 5 (1979-1980, 1981-1982) - Più lunga serie di gare senza vittorie: 15 (1987-1988, dalla 2ª giornata alla 16ª giornata) - Più lunga serie di gare senza vittorie in casa: 7 (1987-1988) - Più lunga serie di gare senza vittorie in trasferta: 22 (tra la 21ª giornata del campionato 1981-1982 e la 4ª giornata del campionato 1983-1984) |
| Reti - Record di reti realizzate: 36 (1980-1981) - Record di reti subite: 39 (1983-1984, 1987-1988) - Record di reti realizzate in casa: 25 (1980-1981) - Record di reti subite in casa: 15 (1987-1988) - Record di reti realizzate in trasferta: 16 (1986-1987) - Record di reti subite in trasferta: 29 (1982-1983) - Maggior numero di gare con reti segnate: 20 (1980-1981, 1982-1983, 1983-1984) - Maggior numero di gare senza subire reti: 14 (1978-1979, 1981-1982) - Maggior numero di gare consecutive con reti segnate: 9 (1983-1984, dalla 17ª giornata alla 25ª giornata) - Maggior numero di gare consecutive senza subire reti: 4 (1978-1979, dalla 4ª giornata alla 7ª giornata; 1981-1982, dalla 7ª giornata alla 10ª giornata) - Maggior numero di gare consecutive senza segnare: 6 (1978-1979, dalla 20ª giornata alla 25ª giornata) - Maggior numero di gare consecutive con reti subite: 11 (1983-1984, dall'8ª giornata alla 18ª giornata; 1987-1988, dalla 1ª giornata alla 11ª giornata) | Risultati record - Partita con più gol (9): Udinese 5-4 Avellino (1980-1981) - Vittorie interne con il massimo scarto (4): Avellino 4-0 Catanzaro (1982-1983), Avellino 4-0 Milan (1983-1984) - Vittoria esterna con il massimo scarto (4): Udinese 2-6 Avellino (1986-1987) - Pareggi con più gol (6): Juventus 3-3 Avellino (1978-1979), Atalanta 3-3 Avellino (1984-1985) - Sconfitte con il massimo scarto (4): Juventus 4-0 Avellino (1981-1982), Roma 5-1 Avellino (1985-1986), Napoli 4-0 Avellino (1987-1988) |

## Statistiche nel campionato di Serie B
Dati aggiornati al campionato 2017-2018.
| Campionato        | Stagione | Punti   | Pos. | In casa | In casa | In casa | In casa | In casa | In casa | In trasferta | In trasferta | In trasferta | In trasferta | In trasferta | In trasferta | Totale | Totale | Totale | Totale | Totale | Totale | DR   |
| Campionato        | Stagione | Punti   | Pos. | G       | V       | N       | P       | Gf      | Gs      | G            | V            | N            | P            | Gf           | Gs           | G      | V      | N      | P      | Gf     | Gs     | DR   |
| ----------------- | -------- | ------- | ---- | ------- | ------- | ------- | ------- | ------- | ------- | ------------ | ------------ | ------------ | ------------ | ------------ | ------------ | ------ | ------ | ------ | ------ | ------ | ------ | ---- |
| Serie B 1973-1974 | dettagli | 35      | 13º  | 19      | 10      | 7       | 2       | 24      | 13      | 19           | 1            | 6            | 12           | 10           | 26           | 38     | 11     | 13     | 14     | 34     | 39     | -5   |
| Serie B 1974-1975 | dettagli | 34      | 16º  | 19      | 10      | 3       | 6       | 25      | 12      | 19           | 1            | 9            | 9            | 8            | 17           | 38     | 11     | 12     | 15     | 33     | 29     | +4   |
| Serie B 1975-1976 | dettagli | 38      | 9º   | 19      | 12      | 6       | 1       | 27      | 7       | 19           | 3            | 2            | 14           | 11           | 27           | 38     | 15     | 8      | 15     | 38     | 34     | +4   |
| Serie B 1976-1977 | dettagli | 32      | 15º  | 19      | 10      | 7       | 2       | 20      | 9       | 19           | 0            | 5            | 14           | 7            | 28           | 38     | 10     | 12     | 16     | 27     | 37     | -10  |
| Serie B 1977-1978 | dettagli | 44      | 3º   | 19      | 10      | 8       | 1       | 17      | 7       | 19           | 5            | 6            | 8            | 17           | 22           | 38     | 15     | 14     | 9      | 34     | 29     | +5   |
| Serie B 1988-1989 | dettagli | 41      | 7º   | 19      | 10      | 9       | 0       | 19      | 7       | 19           | 1            | 10           | 8            | 12           | 22           | 38     | 11     | 19     | 8      | 31     | 29     | +2   |
| Serie B 1989-1990 | dettagli | 35      | 12º  | 19      | 9       | 5       | 5       | 19      | 11      | 19           | 3            | 6            | 10           | 14           | 24           | 38     | 12     | 11     | 15     | 33     | 35     | -2   |
| Serie B 1990-1991 | dettagli | 36      | 15º  | 19      | 9       | 7       | 3       | 20      | 12      | 19           | 2            | 7            | 10           | 7            | 24           | 38     | 11     | 14     | 13     | 27     | 36     | -9   |
| Serie B 1991-1992 | dettagli | 29      | 20º  | 19      | 8       | 7       | 4       | 23      | 18      | 19           | 0            | 6            | 13           | 10           | 35           | 38     | 8      | 13     | 17     | 33     | 53     | -20  |
| Serie B 1995-1996 | dettagli | 43      | 18º  | 19      | 9       | 5       | 5       | 25      | 19      | 19           | 2            | 5            | 12           | 14           | 35           | 38     | 11     | 10     | 17     | 39     | 54     | -15  |
| Serie B 2003-2004 | dettagli | 37      | 23º  | 23      | 7       | 6       | 10      | 29      | 30      | 23           | 1            | 7            | 15           | 22           | 39           | 46     | 8      | 13     | 25     | 51     | 69     | -18  |
| Serie B 2005-2006 | dettagli | 46      | 19º  | 21      | 8       | 9       | 4       | 28      | 26      | 21           | 3            | 4            | 14           | 14           | 36           | 42     | 11     | 13     | 18     | 42     | 62     | -20  |
| Serie B 2007-2008 | dettagli | 36      | 19º  | 21      | 7       | 7       | 7       | 27      | 27      | 21           | 1            | 5            | 15           | 15           | 36           | 42     | 8      | 12     | 22     | 42     | 63     | -21  |
| Serie B 2008-2009 | dettagli | 40(-2)  | 21º  | 21      | 6       | 10      | 5       | 24      | 23      | 21           | 3            | 5            | 13           | 17           | 38           | 42     | 9      | 15     | 18     | 41     | 61     | -20  |
| Serie B 2013-2014 | dettagli | 59      | 11º  | 21      | 12      | 5       | 4       | 30      | 18      | 21           | 3            | 9            | 9            | 18           | 27           | 42     | 15     | 14     | 13     | 48     | 45     | +3   |
| Serie B 2014-2015 | dettagli | 59      | 8º   | 21      | 11      | 6       | 4       | 25      | 14      | 21           | 4            | 8            | 9            | 17           | 28           | 42     | 15     | 14     | 13     | 42     | 42     | 0    |
| Serie B 2015-2016 | dettagli | 49      | 14º  | 21      | 8       | 5       | 8       | 28      | 28      | 21           | 5            | 5            | 11           | 24           | 38           | 42     | 13     | 10     | 19     | 52     | 66     | -14  |
| Serie B 2016-2017 | dettagli | 50(-2)  | 14º  | 21      | 10      | 7       | 4       | 26      | 22      | 21           | 3            | 6            | 12           | 14           | 33           | 42     | 13     | 13     | 16     | 40     | 55     | -15  |
| Serie B 2017-2018 | dettagli | 48      | 14º  | 21      | 8       | 7       | 6       | 29      | 26      | 21           | 3            | 8            | 10           | 20           | 34           | 42     | 11     | 15     | 16     | 49     | 60     | -11  |
| Totale            |          | 791(-4) |      | 381     | 174     | 126     | 81      | 465     | 329     | 381          | 44           | 119          | 218          | 271          | 569          | 762    | 218    | 245    | 299    | 736    | 898    | -162 |

### Record in Serie B
| Punti - Record di punti: 59 (2013-2014, 2014-2015) - Record di punti in casa: 41 (2013-2014) - Record di punti in trasferta: 20 (2014-2015, 2015-2016) - Record di punti nel girone di andata: 37 (2013-2014) - Record di punti nel girone di ritorno: 31 (2016-2017) | Risultati record - Partita con più gol (9): Avellino 5-4 Modena (2005-2006) - Vittoria interna con il massimo scarto (6): Avellino 6-0 Verona (2003-2004) - Vittoria esterna con il massimo scarto (5): SPAL 0-5 Avellino (1975-1976) - Pareggi con più gol (6): Avellino-Genoa (1995-1996), Cosenza-Avellino (1995-1996), Rimini-Avellino (2005-2006), AlbinoLeffe-Avellino (2007-2008), Avellino-Parma (2008-2009), Avellino-Trapani (2013-2014), Avellino-Brescia (2015-2016) - Sconfitta interna con il massimo scarto (5): Avellino 0-5 Perugia (2016-2017) - Sconfitta esterna con il massimo scarto (5): Foggia 5-0 Avellino (1990-1991) |
| Vittorie, pareggi, sconfitte - Record di vittorie: 15 (1975-1976, 1977-1978, 2013-2014, 2014-2015) - Record di pareggi: 19 (1988-1989) - Record di pareggi per 0-0: 9 (1988-1989, 1990-1991) 0-0 totali in B: 99 (13%) - Record di sconfitte: 25 (2003-2004) - Record di vittorie in casa: 12 (1975-1976, 2013-2014) - Record di pareggi in casa: 10 (2008-2009) - Record di sconfitte in casa: 10 (2003-2004) - Record di vittorie in trasferta: 5 (1977-1978, 2015-2016) - Record di pareggi in trasferta: 10 (1988-1989) - Record di sconfitte in trasferta: 15 (2003-2004, 2007-2008) - Record di vittorie consecutive: 6 (2015-2016, dalla 17ª giornata alla 22ª giornata) - Record di vittorie consecutive in casa: 5 (1974-1975) - Record di vittorie consecutive in trasferta: 2 (in 6 diverse edizioni) - Record di pareggi consecutivi: 6 (1988-1989, dalla 15ª giornata alla 20ª giornata) - Record di sconfitte consecutive: 6 (2003-2004, dalla 4ª giornata alla 9ª giornata) - Più lunga serie positiva di risultati: 11 (1988-1989, dalla 14ª giornata alla 24ª giornata) - Più lunga serie positiva di risultati in casa: 23 (tra la 32ª giornata del campionato 1977-1978 e la 3ª giornata del campionato 1989-1990) - Più lunga serie positiva di risultati in trasferta: 6 (1988-1989) - Campionati con 0 sconfitte interne: 1 (Serie B 1988-1989) - Più lunga serie di gare senza vittorie: 21 (2003-2004, dalla 4ª giornata alla 24ª giornata) - Più lunga serie di gare senza vittorie in casa: 9 (2003-2004, tra la 7ª giornata e la 23ª giornata) - Più lunga serie di gare senza vittorie in trasferta: 32 (tra la 18ª giornata del campionato 1990-1991 e la 38ª giornata del campionato 1991-1992) - Campionati con 0 vittorie in trasferta: 2 (1976-1977, 1991-1992) | Reti - Record di reti realizzate: 52 (2015-2016) - Record di reti subite: 69 (2003-2004) - Record di reti realizzate in casa: 30 (2013-2014) - Record di reti subite in casa: 30 (2003-2004) - Record di reti realizzate in trasferta: 24 (2015-2016) - Record di reti subite in trasferta: 39 (2003-2004) - Maggior numero di gare con reti segnate: 33 (2015-2016) - Maggior numero di gare senza subire reti: 19 (1988-1989) - Maggior numero di gare consecutive con reti segnate: 22 (2015-2016, dalla 5ª giornata alla 26ª giornata) - Maggior numero di gare consecutive senza subire reti: 4 (5 diverse edizioni) - Maggior numero di gare consecutive senza segnare: 7 (1975-1976, dalla 12ª giornata alla 18ª giornata) - Maggior numero di gare consecutive con reti subite: 15 (2007-2008, dalla 18ª giornata alla 32ª giornata) |

## Statistiche nei campionati di Serie C e Serie C1
Dati aggiornati al campionato 2024-2025.
| Campionato                         | Stagione | Punti  | Pos. | In casa | In casa | In casa | In casa | In casa | In casa | In trasferta | In trasferta | In trasferta | In trasferta | In trasferta | In trasferta | Totale | Totale | Totale | Totale | Totale | Totale | DR  |
| Campionato                         | Stagione | Punti  | Pos. | G       | V       | N       | P       | Gf      | Gs      | G            | V            | N            | P            | Gf           | Gs           | G      | V      | N      | P      | Gf     | Gs     | DR  |
| ---------------------------------- | -------- | ------ | ---- | ------- | ------- | ------- | ------- | ------- | ------- | ------------ | ------------ | ------------ | ------------ | ------------ | ------------ | ------ | ------ | ------ | ------ | ------ | ------ | --- |
| Serie C 1972-1973                  | dettagli | 62     | 1º   | 19      | 18      | 1       | 0       | 38      | 5       | 19           | 10           | 5            | 4            | 26           | 13           | 38     | 28     | 6      | 4      | 64     | 18     | +46 |
| Serie C1 1994-1995                 | dettagli | 60(-2) | 2º   | 17      | 9       | 6       | 2       | 31      | 15      | 17           | 7            | 8            | 2            | 24           | 16           | 34     | 16     | 14     | 4      | 55     | 31     | +24 |
| Serie C1 2002-2003                 | dettagli | 69     | 1º   | 17      | 15      | 1       | 1       | 32      | 8       | 17           | 6            | 5            | 6            | 19           | 17           | 34     | 21     | 6      | 7      | 51     | 25     | +26 |
| Serie C1 2004-2005                 | dettagli | 64     | 2º   | 17      | 13      | 2       | 2       | 31      | 10      | 17           | 5            | 8            | 4            | 17           | 19           | 34     | 18     | 10     | 6      | 48     | 29     | +19 |
| Serie C1 2006-2007                 | dettagli | 66(-2) | 2º   | 17      | 14      | 3       | 0       | 42      | 13      | 17           | 6            | 5            | 6            | 22           | 24           | 34     | 20     | 8      | 6      | 64     | 37     | +27 |
| Lega Pro Prima Divisione 2012-2013 | dettagli | 60     | 1º   | 15      | 9       | 4       | 2       | 23      | 10      | 15           | 9            | 2            | 4            | 27           | 17           | 30     | 18     | 6      | 6      | 50     | 27     | +23 |
| Serie C 2024-2025                  | dettagli | 75     | 1º   | 17      | 13      | 3       | 1       | 32      | 10      | 17           | 9            | 6            | 2            | 29           | 16           | 34     | 22     | 9      | 3      | 61     | 26     | +35 |

### Record in Serie C e Serie C1
| Punti - Record di punti con vittoria a 2 punti: - A 20 squadre: 62 (Serie C 1972-1973) - Record di punti con vittoria a 3 punti: - A 16 squadre: 60 (Lega Pro Prima Divisione 2012-2013) - A 18 squadre: C: 75 (2024-25) C1: 69 (2002-03) - - A 19 squadre: 68 (Serie C 2020-2021) - A 20 squadre: 69 (Serie C 2023-2024) - Migliore media punti con vittoria a 2 punti: 1,63 (Serie C 1972-1973) (Rapporto di 2,36 punti a partita usando l'attuale sistema di calcolo) - Migliore media punti con vittoria a 3 punti: C: 2,20 (2024-25) C1: 2,03 (2002-03) - Record di punti in casa: C: 42 (2024-25) C1: 46 (2002-03) - Record di punti in trasferta: C: 34 (2023-24) C1: 29 (1994-95) (2012-13) - Record di punti nel girone di andata: C: 34 (2023-24) C1: 40 (2006-07) - Record di punti nel girone di ritorno: C: 44 (2024-25) C1: 36 (2002-03) Campione d'inverno: 4 volte (1948-49) (2006-07) (2012-13) (2024-25) | Risultati record - Partite con più gol: Avellino 9-0 Barletta (Serie C 1946-1947), Avellino 9-0 Torrese (Serie C 1950-1951), Avellino 3-6 Catania (Serie C 2019-2020) - Vittorie interne con il massimo scarto: Avellino 9-0 Barletta (Serie C 1946-1947), Avellino 9-0 Torrese (Serie C 1950-1951), Avellino 7-1 Potenza (Serie C 1946-1947), Avellino 6-0 Matera (Lega Pro Seconda Divisione 2010-2011) Avellino 6-0 Messina (Serie C 2024-2025) - Vittorie esterne con il massimo scarto: Latina 0-5 Avellino (Serie C 2023-2024), - Pareggi con più gol: Avellino 4-4 Casertana (Serie C 1950-1951) |
| Vittorie, pareggi, sconfitte - Maggior numero di vittorie: C: 28 (1972-73) C1: 21 (2002-03) - Maggior numero di vittorie in casa: C: 18 (1972-73) C1: 15 (2002-03) - Maggior numero di vittorie in trasferta: C: 10 (1972-73) (2023-24) C1: 9 (2012-13) - Minor numero di vittorie: 4 (Serie C 1945-1946) - Maggior numero di pareggi: C: 19 (1970-71) C1: 19 (1998-99) - Maggior numero di pareggi per 0-0: 13 (Serie C 1970-1971) - Maggior numero di pareggi in casa: 12 (Serie C 1970-1971) - Maggior numero di pareggi in trasferta: 11 (Serie C1 1998-1999) - Minor numero di pareggi: 1 (Serie C 1946-1947) - Maggior numero di sconfitte: 20 (Serie C 1960-1961) - Maggior numero di sconfitte in casa: 7 (Serie C 1960-1961) - Maggior numero di sconfitte in trasferta: 13 (Serie C 1960-1961) - Minor numero di sconfitte: C: 3 (2024-25) C1: 4 (1994-95) - Maggior numero di vittorie consecutive: C: 11 (2024-25, dalla 27ª giornata alla 38ª giornata) C1: 7 (2002-03, dalla 5ª giornata alla 11ª giornata) - Maggior numero di vittorie consecutive in casa: C: 15 (1972-73) C1: 8 (2002-03) - Maggior numero di vittorie consecutive in trasferta: C: 5 (2021-22) (2023-24) C1: 3 (2006-07) (2012-13) - Maggior numero di pareggi consecutivi: C: 5 (1965-66) C1: 5 (1996-97) (2000-01) - Maggior numero di sconfitte consecutive: C: 5 (1962-63) C1: 5 (1999-00) - Più lunga serie positiva di risultati: C: 17 (2024-25) C1: 17 (2000-01) (2006-07) - Più lunga serie positiva di risultati in casa: 47 (dalla 21ª giornata del campionato 1970-1971 alla 37ª giornata del campionato 1972-1973) - Campionati con 0 sconfitte interne: C: 1971-72, 1972-73 C1: 2006-07 - Più lunga serie positiva di risultati in trasferta: C: 11 (2024-25) C1: 10 (2004-05) - Campionati con 0 vittorie in trasferta: 1 (Serie C 1969-1970) | Reti - Maggior numero di reti realizzate: C: 64 (1972-73) C1: 64 (2006-07) - Minor numero di reti realizzate: C: 17 (1970-71) C1: 17 (1992-93) - Maggior numero di reti subite: 57 (Serie C 1950-1951) - Minor numero di reti subite: C: 18 (1972-73) C1: 21 (1998-99) - Maggior numero di gare con reti segnate: 32 (Serie C 1972-1973) (Serie C 2020-2021) - Maggior numero di gare senza subire reti: 25 (Serie C 1972-1973) - Maggior numero di gare consecutive con reti segnate: 22 (Serie C 2020-2021, tra la 15ª giornata e la 35ª giornata) - Maggior numero di gare consecutive senza subire reti: 10 (Serie C 1972-1973, dalla 17ª giornata alla 26ª giornata) - Maggior numero di gare consecutive senza segnare: 12 (Serie C 1970-1971, dalla 17ª giornata alla 28ª giornata) - Migliore differenza reti: C: +46 (1972-73) C1: +27 (2006-07) - Peggiore differenza reti: C: -27 (1960-61) C1: -7 (1992-93) (2011-12) - Record imbattibilità del portiere: 959'; Ferdinando Miniussi (Serie C 1972-1973) |

## Statistiche nel campionato di Serie D
Dati aggiornati al campionato 2018-2019.
| Campionato        | Stagione | Punti | Pos. | Totale | Totale | Totale | Totale | Totale | Totale | DR  |
| Campionato        | Stagione | Punti | Pos. | G      | V      | N      | P      | Gf     | Gs     | DR  |
| ----------------- | -------- | ----- | ---- | ------ | ------ | ------ | ------ | ------ | ------ | --- |
| Serie D 1961-1962 | dettagli | 53    | 1º   | 34     | 23     | 7      | 4      | 54     | 20     | +34 |
| Serie D 1963-1964 | dettagli | 49    | 1º   | 34     | 20     | 9      | 5      | 44     | 20     | +24 |
| Serie D 2018-2019 | dettagli | 83    | 1º   | 38     | 26     | 5      | 7      | 70     | 36     | +34 |

### Record in Serie D
| Punti - Record di punti con vittoria a 2 punti: A 18 squadre: 53 (Serie D 1961-1962) - Record di punti con vittoria a 3 punti: A 18 squadre: 59 (Serie D 2009-2010) A 20 squadre: 83 (Serie D 2018-2019) - Migliore media punti con vittoria a 3 punti: 2,18 (Serie D 2018-2019) - Record di punti in casa: 48 (Serie D 2018-2019) - Record di punti in trasferta: 35 (Serie D 2018-2019) - Record di punti nel girone di andata: 34 (Serie D 2018-2019) - Record di punti nel girone di ritorno: 49 (Serie D 2018-2019) | Vittorie, pareggi, sconfitte - Maggior numero di vittorie: 26 (Serie D 2018-2019) - Maggior numero di vittorie in casa: 17 (Serie D 1961-1962) - Maggior numero di vittorie in trasferta: 11 (Serie D 2018-2019) - Minor numero di vittorie: 10 (IV Serie 1957-1958) - Maggior numero di pareggi: 9 (Serie D 1963-1964) - Maggior numero di sconfitte: 14 (IV Serie 1954-1955) - Minor numero di sconfitte: 3 (Promozione 1949-1950) - Maggior numero di vittorie consecutive: 10 (Serie D 2018-2019, tra la 29ª giornata e la 38ª giornata) - Maggior numero di vittorie consecutive in casa: 17 (Serie D 1961-1962) - Maggior numero di vittorie consecutive in trasferta: 8 (Serie D 2009-2010) |
| Reti - Maggior numero di reti realizzate: 79 (Promozione 1951-1952) - Minor numero di reti realizzate: 35 (IV Serie 1957-1958) - Maggior numero di reti subite: 45 (IV Serie 1954-1955) - Minor numero di reti subite: 20 (Serie D 1961-1962, Serie D 1963-1964) - Maggior numero di gare con reti segnate: 34 (Serie D 2018-2019) - Migliore differenza reti: +51 (Promozione 1951-1952) - Peggiore differenza reti: 0 (IV Serie 1957-1958)                                                                             | Risultati record - Vittorie interne con il massimo scarto: Avellino 12-0 Angri (Promozione 1951-1952), Avellino 6-0 Cavese (IV Serie 1954-1955), - Vittorie esterne con il massimo scarto: Crotone 1-7 Avellino (IV Serie 1955-1956), |

## Statistiche in Coppa Italia

### Piazzamenti in Coppa Italia
- Quarti di finale: 2 volte (1980-1981, 1987-1988)
- Ottavi di finale: 4 volte (1982-1983, 1983-1984, 1993-1994, 2013-2014)
- Quarto turno: 1 volta (2014-2015)
- Terzo turno: 3 volte (2011-2012, 2015-2016, 2017-2018)
- Secondo turno: 6 volte (1995-1996, 1996-1997, 2005-2006, 2008-2009, 2012-2013, 2016-2017)
- Primo turno: 24 volte (1973-1974, 1974-1975, 1975-1976, 1976-1977, 1977-1978, 1978-1979, 1979-1980, 1981-1982, 1984-1985, 1985-1986, 1986-1987, 1988-1989, 1989-1990, 1990-1991, 1991-1992, 1992-1993, 2000-2001, 2001-2002, 2003-2004, 2004-2005, 2006-2007, 2007-2008, 2020-2021, 2024-2025)
- Turno preliminare: 2 volte (2021-2022, 2025-2026)

### Record in Coppa Italia
- Partita con più gol (8): Roma 5-3 Avellino (1982-1983)
- Vittorie con il massimo scarto (4): Avellino 4-0 Ancona (1985-1986)
- Pareggi con più gol (4): Avellino 2-2 Rimini (1976-1977), Avellino 2-2 Ancona (1993-1994)
- Sconfitte con il massimo scarto (4): Napoli 4-0 Avellino (1977-1978), Bari 4-0 Avellino (2011-2012),

Udinese 4-0 Avellino (2024-2025)

## Risultati

### Match promozione
| Competizione    | gara                          | Data                            | Sede                                                   |             |           | Risultato          | Esito   |
| Serie D         | 31ª giornata girone F         | 13 maggio 1962                  | Napoli                                                 | Alba Napoli | Avellino  | 1-1                | Serie C |
| Serie D         | 33ª giornata girone E         | 17 maggio 1964                  | Avellino - Campo di Piazza d'Armi                      | Avellino    | Frosinone | 1-0                | Serie C |
| Serie C         | 37ª giornata girone C         | 10 giugno 1973                  | Avellino - Stadio Partenio                             | Avellino    | Sorrento  | 3-1                | Serie B |
| Serie B         | 38ª giornata                  | 11 giugno 1978                  | Genova - Stadio Luigi Ferraris                         | Sampdoria   | Avellino  | 0-1                | Serie A |
| Serie C1        | Finale play-off girone B      | 24 giugno 1995                  | Pescara - Stadio Adriatico                             | Avellino    | Gualdo    | 1-1, 6-5 (d.c.r.)  | Serie B |
| Serie C1        | 34ª giornata girone B         | 11 maggio 2003                  | Crotone - Stadio Ezio Scida                            | Crotone     | Avellino  | 0-1                | Serie B |
| Serie C1        | Finale play-off girone B      | 12 giugno 2005 ● 19 giugno 2005 | Napoli - Stadio San Paolo ● Avellino - Stadio Partenio | Avellino    | Napoli    | 0-0 ● 2-1          | Serie B |
| Serie C1        | Finale play-off girone B      | 10 giugno 2007 ● 17 giugno 2007 | Foggia - Stadio Zaccheria ● Avellino - Stadio Partenio | Avellino    | Foggia    | 0-1 ● 3-0 (d.t.s.) | Serie B |
| Prima Divisione | 29ª giornata girone B         | 5 maggio 2013                   | Catanzaro - Stadio Ceravolo                            | Catanzaro   | Avellino  | 0-1                | Serie B |
| Serie D         | Spareggio promozione girone G | 12 maggio 2019                  | Rieti - Stadio Centro d'Italia-Manlio Scopigno         | Avellino    | Lanusei   | 2-0                | Serie C |
| Serie C         | 37ª giornata girone C         | 19 aprile 2025                  | Potenza - Stadio Alfredo Viviani                       | Sorrento    | Avellino  | 1-2                | Serie B |

### Altre finali e spareggi disputati
| Competizione                          | gara                                      | Data                            | Sede                                                             |                    |                   | Risultato               | Esito                                                                                    |
| Serie C                               | Spareggio promozione girone D             | 29 giugno 1949                  | Milano - Arena Civica                                            | Avellino           | Catania           | 1-0                     | Avellino successivamente declassato all'ultimo posto e retrocesso per illecito sportivo. |
| Lega Interreg. Sud di Promozione      | Spareggio primo posto girone M            | 11 giugno 1950                  | Napoli - Stadio Collana                                          | Avellino           | Casertana         | 1-2                     | [ 10 ]                                                                                   |
| IV Serie                              | Spareggio primo posto girone G            | 3 maggio 1953                   | Caserta - Stadio Pinto                                           | Avellino           | Colleferro        | 2-0                     |                                                                                          |
| IV Serie                              | Spareggio promozione fase finale girone B | 21 giugno 1953                  | Roma                                                             | Avellino           | Carbosarda        | 0-1 (d.t.s.)            |                                                                                          |
| Coppa Italia Semiprofessionisti       | Finale                                    | 29 giugno 1973                  | Roma - Stadio Flaminio                                           | Alessandria        | Avellino          | 4-2 (d.t.s.)            | Argento                                                                                  |
| Torneo Estivo del 1986                | Finale                                    | 19 giugno 1986                  | Benevento - Stadio Santa Colomba                                 | Avellino           | Bari              | 3-2                     | Vincitore                                                                                |
| Coppa Italia Serie C                  | Finale                                    | 13 aprile 2000 ● 27 aprile 2000 | Avellino - Stadio Partenio ● Pisa - Arena Garibaldi              | Pisa               | Avellino          | 0-1 ● 3-0               | Argento                                                                                  |
| Supercoppa di Lega di Serie C         | Finale                                    | 18 maggio 2003 ● 22 maggio 2003 | Treviso - Stadio Tenni ● Avellino - Stadio Partenio              | Avellino           | Treviso           | 2-0 ● 0-2, 8-9 (d.c.r.) | Argento                                                                                  |
| Serie B                               | play-out                                  | 4 giugno 2006 ● 7 giugno 2006   | Perugia - Stadio Curi ● Bergamo - Stadio Atleti Azzurri d'Italia | AlbinoLeffe        | Avellino          | 2-0 ● 2-3               |                                                                                          |
| Lega Pro Seconda Divisione            | Finale play-off girone C                  | 5 giugno 2011 ● 12 giugno 2011  | Avellino - Stadio Partenio ● Trapani - Stadio Provinciale        | Trapani            | Avellino          | 1-2 ● 3-1 (d.t.s.)      | [ 11 ]                                                                                   |
| Supercoppa di Lega di Prima Divisione | Finale                                    | 19 maggio 2013 ● 23 maggio 2013 | Avellino - Stadio Partenio ● Trapani - Stadio Provinciale        | Trapani            | Avellino          | 1-1 ● 2-2               | Vincitore                                                                                |
| Poule Scudetto                        | Finale                                    | 2 Giugno 2019                   | Perugia - Stadio Curi                                            | Lecco              | Avellino          | 1-1, 1-3 (d.c.r.)       | Dilettanti                                                                               |
| Supercoppa Serie C                    | Girone finale                             | 3 maggio 2025 ● 10 maggio 2025  | Avellino - Stadio Partenio ● Chiavari - Stadio comunale          | Avellino ● Entella | Padova ● Avellino | 0-1 ● 1-1               | Bronzo                                                                                   |

## Precedenti con altre squadre
Legenda
     Saldo positivo
     Saldo neutro
     Saldo negativo

### Competizioni ufficiali
Dati aggiornati al 10 agosto 2025.
| Avellino         | Campionato + play off/out | Campionato + play off/out | Campionato + play off/out | Campionato + play off/out | Campionato + play off/out | Campionato + play off/out | Coppa Italia | Coppa Italia | Coppa Italia | Coppa Italia | Coppa Italia | Coppa Italia | Altro | Altro | Altro | Altro | Altro | Altro | Totale | Totale | Totale | Totale | Totale | Totale | DR  |
| Avellino         | G                         | V                         | N                         | P                         | Gf                        | Gs                        | G            | V            | N            | P            | Gf           | Gs           | G     | V     | N     | P     | Gf    | Gs    | G      | V      | N      | P      | Gf     | Gs     | DR  |
| ---------------- | ------------------------- | ------------------------- | ------------------------- | ------------------------- | ------------------------- | ------------------------- | ------------ | ------------ | ------------ | ------------ | ------------ | ------------ | ----- | ----- | ----- | ----- | ----- | ----- | ------ | ------ | ------ | ------ | ------ | ------ | --- |
| Acireale         | 24                        | 8                         | 10                        | 6                         | 22                        | 22                        | 0            | 0            | 0            | 0            | 0            | 0            | 2     | 1     | 0     | 1     | 2     | 3     | 26     | 9      | 10     | 7      | 24     | 25     | -1  |
| Akragas          | 16                        | 6                         | 6                         | 4                         | 20                        | 15                        | 0            | 0            | 0            | 0            | 0            | 0            | 0     | 0     | 0     | 0     | 0     | 0     | 16     | 6      | 6      | 4      | 20     | 15     | +5  |
| AlbinoLeffe      | 8+2                       | 1+1                       | 3                         | 4+1                       | 6+3                       | 12+4                      | 1            | 0            | 0            | 1            | 1            | 2            | 0     | 0     | 0     | 0     | 0     | 0     | 11     | 2      | 3      | 6      | 10     | 18     | -8  |
| Alessandria      | 2                         | 1                         | 0                         | 1                         | 2                         | 1                         | 0            | 0            | 0            | 0            | 0            | 0            | 1     | 0     | 0     | 1     | 2     | 4     | 3      | 1      | 0      | 2      | 4      | 5      | -1  |
| Ancona           | 20                        | 6                         | 7                         | 7                         | 16                        | 17                        | 4            | 1            | 1            | 2            | 6            | 5            | 1     | 0     | 0     | 1     | 0     | 1     | 25     | 7      | 8      | 10     | 22     | 23     | -1  |
| Arezzo           | 8                         | 3                         | 1                         | 4                         | 7                         | 10                        | 0            | 0            | 0            | 0            | 0            | 0            | 0     | 0     | 0     | 0     | 0     | 0     | 8      | 3      | 1      | 4      | 7      | 10     | -3  |
| Ascoli           | 58                        | 17                        | 19                        | 22                        | 66                        | 77                        | 3            | 0            | 1            | 2            | 1            | 4            | 0     | 0     | 0     | 0     | 0     | 0     | 61     | 17     | 20     | 24     | 67     | 81     | -14 |
| Atalanta         | 20                        | 6                         | 7                         | 7                         | 17                        | 19                        | 3            | 0            | 1            | 2            | 2            | 6            | 0     | 0     | 0     | 0     | 0     | 0     | 23     | 6      | 8      | 9      | 19     | 25     | -6  |
| Atletico Catania | 12                        | 5                         | 3                         | 4                         | 14                        | 11                        | 0            | 0            | 0            | 0            | 0            | 0            | 0     | 0     | 0     | 0     | 0     | 0     | 12     | 5      | 3      | 4      | 14     | 11     | +3  |
| Bari             | 38                        | 9                         | 11                        | 18                        | 33                        | 47                        | 4            | 2            | 1            | 1            | 3            | 5            | 4     | 4     | 0     | 0     | 6     | 2     | 46     | 15     | 12     | 19     | 42     | 54     | -12 |
| Barletta         | 34                        | 15                        | 8                         | 10                        | 45                        | 34                        | 0            | 0            | 0            | 0            | 0            | 0            | 0     | 0     | 0     | 0     | 0     | 0     | 34     | 15     | 8      | 10     | 45     | 34     | +11 |
| Benevento        | 46                        | 16                        | 14                        | 16                        | 50                        | 53                        | 0            | 0            | 0            | 0            | 0            | 0            | 4     | 0     | 1     | 3     | 1     | 5     | 50     | 16     | 15     | 19     | 51     | 58     | -7  |
| Bologna          | 18+2                      | 6+1                       | 6                         | 6+1                       | 13+3                      | 17+3                      | 3            | 1            | 1            | 1            | 5            | 4            | 0     | 0     | 0     | 0     | 0     | 0     | 23     | 8      | 7      | 8      | 21     | 24     | -3  |
| Brescia          | 40                        | 15                        | 10                        | 15                        | 44                        | 52                        | 3            | 0            | 1            | 2            | 1            | 6            | 0     | 0     | 0     | 0     | 0     | 0     | 43     | 15     | 11     | 17     | 45     | 58     | -13 |
| Brindisi         | 24                        | 10                        | 6                         | 8                         | 37                        | 24                        | 1            | 0            | 0            | 1            | 0            | 3            | 0     | 0     | 0     | 0     | 0     | 0     | 25     | 10     | 6      | 9      | 37     | 27     | +10 |
| Cagliari         | 18                        | 3                         | 6                         | 9                         | 15                        | 25                        | 1            | 0            | 1            | 0            | 1            | 1            | 0     | 0     | 0     | 0     | 0     | 0     | 19     | 3      | 7      | 9      | 16     | 26     | -10 |
| Campobasso       | 12                        | 6                         | 2                         | 4                         | 27                        | 19                        | 0            | 0            | 0            | 0            | 0            | 0            | 0     | 0     | 0     | 0     | 0     | 0     | 12     | 6      | 2      | 4      | 27     | 19     | +8  |
| Carpi            | 10                        | 4                         | 5                         | 1                         | 10                        | 6                         | 0            | 0            | 0            | 0            | 0            | 0            | 0     | 0     | 0     | 0     | 0     | 0     | 10     | 4      | 5      | 1      | 10     | 6      | +4  |
| Carrarese        | 2                         | 2                         | 0                         | 0                         | 3                         | 1                         | 0            | 0            | 0            | 0            | 0            | 0            | 0     | 0     | 0     | 0     | 0     | 0     | 2      | 2      | 0      | 0      | 3      | 1      | +2  |
| Casertana        | 49+1                      | 21                        | 14                        | 14+1                      | 34+1                      | 19+2                      | 3            | 1            | 1            | 1            | 3            | 1            | 0     | 0     | 0     | 0     | 0     | 0     | 53     | 22     | 15     | 16     | 38     | 22     | +16 |
| Catania          | 32+5                      | 11+3                      | 7                         | 14+2                      | 33+4                      | 42+4                      | 3            | 1            | 0            | 2            | 5            | 7            | 0     | 0     | 0     | 0     | 0     | 0     | 40     | 15     | 7      | 18     | 42     | 53     | -11 |
| Catanzaro        | 39+2                      | 14                        | 14                        | 11+2                      | 40+1                      | 37+4                      | 2            | 0            | 1            | 1            | 1            | 3            | 4     | 2     | 1     | 1     | 8     | 8     | 47     | 16     | 16     | 15     | 50     | 52     | -2  |
| Cavese           | 14                        | 6                         | 4                         | 4                         | 22                        | 13                        | 0            | 0            | 0            | 0            | 0            | 0            | 4     | 2     | 1     | 1     | 4     | 2     | 18     | 8      | 5      | 5      | 26     | 15     | +11 |
| Cerignola        | 8                         | 2                         | 5                         | 1                         | 11                        | 7                         | 1            | 0            | 0            | 1            | 0            | 1            | 0     | 0     | 0     | 0     | 0     | 0     | 9      | 2      | 5      | 2      | 11     | 8      | +3  |
| Cesena           | 24                        | 6                         | 6                         | 12                        | 21                        | 36                        | 4            | 1            | 2            | 1            | 3            | 3            | 0     | 0     | 0     | 0     | 0     | 0     | 28     | 7      | 8      | 13     | 24     | 39     | -15 |
| Chieti           | 36                        | 17                        | 14                        | 5                         | 47                        | 25                        | 0            | 0            | 0            | 0            | 0            | 0            | 2     | 2     | 0     | 0     | 5     | 0     | 38     | 19     | 14     | 5      | 52     | 25     | +27 |
| Chievo           | 4                         | 0                         | 2                         | 2                         | 1                         | 7                         | 0            | 0            | 0            | 0            | 0            | 0            | 0     | 0     | 0     | 0     | 0     | 0     | 4      | 0      | 2      | 2      | 1      | 7      | -6  |
| Cittadella       | 12                        | 5                         | 2                         | 5                         | 13                        | 16                        | 1            | 0            | 0            | 1            | 1            | 3            | 0     | 0     | 0     | 0     | 0     | 0     | 13     | 5      | 2      | 6      | 14     | 19     | -5  |
| Como             | 28                        | 8                         | 13                        | 7                         | 28                        | 28                        | 1            | 0            | 0            | 1            | 0            | 1            | 0     | 0     | 0     | 0     | 0     | 0     | 29     | 8      | 13     | 8      | 28     | 29     | -1  |
| Cosenza          | 46                        | 16                        | 10                        | 20                        | 64                        | 62                        | 0            | 0            | 0            | 0            | 0            | 0            | 2     | 2     | 0     | 0     | 4     | 0     | 48     | 18     | 10     | 20     | 68     | 62     | +6  |
| Cremonese        | 12                        | 5                         | 5                         | 2                         | 11                        | 8                         | 2            | 0            | 2            | 0            | 0            | 0            | 0     | 0     | 0     | 0     | 0     | 0     | 14     | 5      | 7      | 2      | 13     | 10     | +2  |
| Crotone          | 56                        | 25                        | 12                        | 19                        | 73                        | 59                        | 0            | 0            | 0            | 0            | 0            | 0            | 0     | 0     | 0     | 0     | 0     | 0     | 56     | 25     | 12     | 19     | 73     | 59     | +14 |
| Empoli           | 14                        | 6                         | 6                         | 2                         | 13                        | 9                         | 3            | 1            | 1            | 1            | 2            | 3            | 0     | 0     | 0     | 0     | 0     | 0     | 17     | 7      | 7      | 3      | 15     | 12     | +3  |
| Enna             | 12                        | 6                         | 3                         | 3                         | 19                        | 10                        | 0            | 0            | 0            | 0            | 0            | 0            | 0     | 0     | 0     | 0     | 0     | 0     | 12     | 6      | 3      | 3      | 19     | 10     | +9  |
| Entella          | 8                         | 1                         | 5                         | 2                         | 6                         | 10                        | 0            | 0            | 0            | 0            | 0            | 0            | 1     | 0     | 1     | 0     | 1     | 1     | 9      | 1      | 6      | 2      | 7      | 11     | -4  |
| Fermana          | 14                        | 3                         | 6                         | 5                         | 17                        | 18                        | 0            | 0            | 0            | 0            | 0            | 0            | 0     | 0     | 0     | 0     | 0     | 0     | 14     | 3      | 6      | 5      | 17     | 18     | -1  |
| Fidelis Andria   | 14                        | 5                         | 3                         | 6                         | 19                        | 17                        | 1            | 1            | 0            | 0            | 1            | 0            | 1     | 1     | 0     | 0     | 1     | 0     | 16     | 7      | 3      | 6      | 21     | 17     | +4  |
| Fiorentina       | 22                        | 3                         | 4                         | 15                        | 15                        | 32                        | 2            | 1            | 0            | 1            | 3            | 2            | 0     | 0     | 0     | 0     | 0     | 0     | 24     | 4      | 4      | 16     | 18     | 34     | -16 |
| Foggia           | 42+3                      | 15+1                      | 12                        | 15+2                      | 62+4                      | 50+3                      | 0            | 0            | 0            | 0            | 0            | 0            | 1     | 1     | 0     | 0     | 3     | 1     | 46     | 17     | 12     | 17     | 69     | 54     | +15 |
| Frosinone        | 26                        | 9                         | 9                         | 8                         | 28                        | 22                        | 2            | 2            | 0            | 0            | 5            | 1            | 0     | 0     | 0     | 0     | 0     | 0     | 28     | 11     | 9      | 8      | 33     | 23     | +10 |
| Genoa            | 16                        | 7                         | 7                         | 2                         | 19                        | 13                        | 2            | 0            | 0            | 2            | 0            | 2            | 0     | 0     | 0     | 0     | 0     | 0     | 18     | 7      | 7      | 4      | 19     | 15     | +4  |
| Giugliano        | 8                         | 3                         | 2                         | 3                         | 13                        | 13                        | 0            | 0            | 0            | 0            | 0            | 0            | 5     | 3     | 0     | 2     | 7     | 6     | 13     | 6      | 2      | 5      | 20     | 19     | +1  |
| Giulianova       | 18                        | 10                        | 7                         | 1                         | 25                        | 10                        | 0            | 0            | 0            | 0            | 0            | 0            | 2     | 1     | 1     | 0     | 2     | 1     | 20     | 11     | 8      | 1      | 27     | 11     | +16 |
| Grosseto         | 4                         | 0                         | 1                         | 3                         | 5                         | 10                        | 0            | 0            | 0            | 0            | 0            | 0            | 0     | 0     | 0     | 0     | 0     | 0     | 4      | 0      | 1      | 3      | 5      | 10     | -5  |
| Gualdo           | 10+1                      | 4                         | 5+1                       | 1                         | 14+1                      | 11+1                      | 0            | 0            | 0            | 0            | 0            | 0            | 2     | 1     | 1     | 0     | 4     | 1     | 13     | 5      | 7      | 1      | 19     | 13     | +6  |
| Inter            | 20                        | 2                         | 6                         | 12                        | 10                        | 29                        | 4            | 0            | 1            | 3            | 3            | 9            | 1     | 1     | 0     | 0     | 2     | 1     | 25     | 3      | 7      | 15     | 15     | 39     | -24 |
| Ischia           | 10                        | 2                         | 6                         | 2                         | 6                         | 6                         | 0            | 0            | 0            | 0            | 0            | 0            | 0     | 0     | 0     | 0     | 0     | 0     | 10     | 2      | 6      | 2      | 6      | 6      | 0   |
| Juventus         | 20                        | 2                         | 8                         | 10                        | 12                        | 30                        | 7            | 0            | 1            | 6            | 6            | 17           | 1     | 1     | 0     | 0     | 3     | 1     | 28     | 3      | 9      | 16     | 21     | 48     | -27 |
| Juve Stabia      | 46                        | 14                        | 22                        | 10                        | 45                        | 35                        | 1            | 1            | 0            | 0            | 3            | 1            | 5     | 3     | 2     | 0     | 5     | 2     | 52     | 18     | 24     | 10     | 53     | 38     | +15 |
| Lanciano         | 14                        | 7                         | 2                         | 5                         | 15                        | 14                        | 0            | 0            | 0            | 0            | 0            | 0            | 0     | 0     | 0     | 0     | 0     | 0     | 14     | 7      | 2      | 5      | 15     | 14     | +1  |
| L’Aquila         | 24                        | 6                         | 10                        | 8                         | 19                        | 16                        | 0            | 0            | 0            | 0            | 0            | 0            | 0     | 0     | 0     | 0     | 0     | 0     | 24     | 6      | 10     | 8      | 19     | 16     | +3  |
| Latina           | 26                        | 8                         | 9                         | 9                         | 29                        | 25                        | 0            | 0            | 0            | 0            | 0            | 0            | 1     | 0     | 0     | 1     | 0     | 3     | 27     | 8      | 9      | 10     | 29     | 28     | +1  |
| Lazio            | 8                         | 3                         | 3                         | 2                         | 8                         | 6                         | 5            | 2            | 1            | 2            | 4            | 4            | 0     | 0     | 0     | 0     | 0     | 0     | 13     | 5      | 4      | 4      | 12     | 10     | +2  |
| Lecce            | 38                        | 9                         | 12                        | 17                        | 31                        | 47                        | 1            | 0            | 0            | 1            | 0            | 1            | 2     | 2     | 0     | 0     | 3     | 0     | 41     | 11     | 12     | 18     | 34     | 48     | -14 |
| Licata           | 4                         | 2                         | 1                         | 1                         | 3                         | 2                         | 0            | 0            | 0            | 0            | 0            | 0            | 0     | 0     | 0     | 0     | 0     | 0     | 4      | 2      | 1      | 1      | 3      | 2      | +1  |
| Livorno          | 8                         | 3                         | 4                         | 1                         | 8                         | 7                         | 0            | 0            | 0            | 0            | 0            | 0            | 0     | 0     | 0     | 0     | 0     | 0     | 8      | 3      | 4      | 1      | 8      | 7      | +1  |
| Lodigiani        | 18                        | 4                         | 11                        | 3                         | 14                        | 16                        | 0            | 0            | 0            | 0            | 0            | 0            | 2     | 2     | 0     | 0     | 4     | 0     | 20     | 6      | 11     | 3      | 18     | 16     | +2  |
| Lucchese         | 6                         | 3                         | 1                         | 2                         | 9                         | 8                         | 0            | 0            | 0            | 0            | 0            | 0            | 1     | 0     | 0     | 1     | 0     | 1     | 7      | 3      | 1      | 3      | 9      | 9      | 0   |
| Mantova          | 6                         | 0                         | 3                         | 3                         | 2                         | 7                         | 0            | 0            | 0            | 0            | 0            | 0            | 0     | 0     | 0     | 0     | 0     | 0     | 6      | 0      | 3      | 3      | 2      | 7      | -5  |
| Marsala          | 24                        | 8                         | 6                         | 10                        | 22                        | 26                        | 0            | 0            | 0            | 0            | 0            | 0            | 0     | 0     | 0     | 0     | 0     | 0     | 24     | 8      | 6      | 10     | 22     | 26     | -4  |
| Matera           | 16                        | 4                         | 7                         | 5                         | 14                        | 11                        | 1            | 1            | 0            | 0            | 1            | 0            | 2     | 1     | 1     | 0     | 5     | 2     | 19     | 6      | 8      | 5      | 20     | 13     | +7  |
| Messina          | 38                        | 13                        | 13                        | 12                        | 37                        | 30                        | 0            | 0            | 0            | 0            | 0            | 0            | 0     | 0     | 0     | 0     | 0     | 0     | 38     | 13     | 13     | 12     | 37     | 30     | +7  |
| Milan            | 16                        | 5                         | 3                         | 8                         | 12                        | 17                        | 1            | 0            | 1            | 0            | 1            | 1            | 0     | 0     | 0     | 0     | 0     | 0     | 17     | 5      | 4      | 8      | 13     | 18     | -5  |
| Modena           | 22                        | 9                         | 5                         | 8                         | 26                        | 26                        | 1            | 1            | 0            | 0            | 1            | 0            | 2     | 0     | 1     | 1     | 0     | 1     | 25     | 10     | 6      | 9      | 27     | 27     | 0   |
| Monopoli         | 11                        | 5                         | 5                         | 1                         | 17                        | 6                         | 0            | 0            | 0            | 0            | 0            | 0            | 1     | 1     | 0     | 0     | 3     | 0     | 12     | 6      | 5      | 1      | 20     | 6      | +14 |
| Monza            | 10                        | 3                         | 4                         | 3                         | 10                        | 11                        | 2            | 1            | 0            | 1            | 2            | 2            | 0     | 0     | 0     | 0     | 0     | 0     | 12     | 4      | 4      | 4      | 12     | 13     | -1  |
| Napoli           | 24+2                      | 5+1                       | 8+1                       | 11                        | 14+2                      | 23+1                      | 4            | 1            | 1            | 2            | 4            | 8            | 1     | 1     | 0     | 0     | 5     | 1     | 31     | 8      | 10     | 13     | 25     | 33     | -8  |
| Nocerina         | 30                        | 12                        | 7                         | 11                        | 36                        | 33                        | 0            | 0            | 0            | 0            | 0            | 0            | 3     | 2     | 0     | 1     | 5     | 3     | 33     | 14     | 7      | 12     | 41     | 36     | +5  |
| Nola             | 16                        | 5                         | 3                         | 8                         | 20                        | 31                        | 0            | 0            | 0            | 0            | 0            | 0            | 1     | 0     | 0     | 1     | 0     | 1     | 17     | 5      | 3      | 9      | 20     | 32     | -12 |
| Novara           | 16                        | 6                         | 3                         | 7                         | 17                        | 19                        | 0            | 0            | 0            | 0            | 0            | 0            | 0     | 0     | 0     | 0     | 0     | 0     | 16     | 6      | 3      | 7      | 17     | 19     | -2  |
| Padova           | 12+2                      | 6                         | 2+1                       | 4+1                       | 14+1                      | 11+2                      | 0            | 0            | 0            | 0            | 0            | 0            | 1     | 0     | 0     | 1     | 0     | 1     | 15     | 6      | 3      | 6      | 15     | 14     | +1  |
| Paganese         | 12                        | 7                         | 3                         | 2                         | 19                        | 11                        | 0            | 0            | 0            | 0            | 0            | 0            | 2     | 1     | 1     | 0     | 4     | 2     | 14     | 8      | 4      | 2      | 23     | 13     | +10 |
| Palermo          | 34+2                      | 6+1                       | 11                        | 17+1                      | 20+1                      | 41+1                      | 3            | 2            | 0            | 1            | 4            | 2            | 0     | 0     | 0     | 0     | 0     | 0     | 39     | 9      | 11     | 19     | 25     | 44     | -19 |
| Parma            | 12                        | 3                         | 2                         | 7                         | 13                        | 15                        | 3            | 2            | 1            | 0            | 5            | 1            | 0     | 0     | 0     | 0     | 0     | 0     | 15     | 5      | 3      | 7      | 18     | 16     | +2  |
| Perugia          | 28                        | 4                         | 9                         | 15                        | 22                        | 43                        | 2            | 0            | 2            | 0            | 0            | 0            | 0     | 0     | 0     | 0     | 0     | 0     | 30     | 4      | 11     | 15     | 22     | 43     | -21 |
| Pescara          | 60                        | 15                        | 21                        | 24                        | 64                        | 80                        | 1            | 0            | 1            | 0            | 1            | 1            | 0     | 0     | 0     | 0     | 0     | 0     | 61     | 15     | 22     | 24     | 65     | 81     | -16 |
| Piacenza         | 14                        | 4                         | 2                         | 8                         | 11                        | 16                        | 1            | 1            | 0            | 0            | 1            | 0            | 0     | 0     | 0     | 0     | 0     | 0     | 15     | 5      | 2      | 8      | 12     | 16     | -4  |
| Picerno          | 10                        | 4                         | 2                         | 4                         | 15                        | 15                        | 0            | 0            | 0            | 0            | 0            | 0            | 1     | 1     | 0     | 0     | 1     | 0     | 11     | 5      | 2      | 4      | 16     | 15     | +1  |
| Pisa             | 22                        | 8                         | 7                         | 7                         | 22                        | 22                        | 3            | 1            | 2            | 0            | 4            | 3            | 2     | 1     | 0     | 1     | 1     | 3     | 27     | 10     | 9      | 8      | 27     | 28     | -1  |
| Pistoiese        | 6                         | 3                         | 2                         | 1                         | 11                        | 5                         | 1            | 1            | 0            | 0            | 4            | 1            | 0     | 0     | 0     | 0     | 0     | 0     | 7      | 4      | 2      | 1      | 15     | 6      | +9  |
| Potenza          | 33                        | 16                        | 12                        | 5                         | 49                        | 22                        | 0            | 0            | 0            | 0            | 0            | 0            | 0     | 0     | 0     | 0     | 0     | 0     | 33     | 16     | 12     | 5      | 49     | 22     | +27 |
| Pro Vercelli     | 10                        | 5                         | 4                         | 1                         | 12                        | 10                        | 0            | 0            | 0            | 0            | 0            | 0            | 0     | 0     | 0     | 0     | 0     | 0     | 10     | 5      | 4      | 1      | 12     | 10     | +2  |
| Ravenna          | 4                         | 2                         | 1                         | 1                         | 8                         | 9                         | 1            | 0            | 0            | 1            | 2            | 4            | 0     | 0     | 0     | 0     | 0     | 0     | 5      | 2      | 1      | 2      | 10     | 13     | -3  |
| Reggiana         | 18+2                      | 4+1                       | 8+1                       | 6                         | 11+4                      | 14+3                      | 4            | 0            | 2            | 2            | 0            | 2            | 0     | 0     | 0     | 0     | 0     | 0     | 24     | 5      | 11     | 8      | 15     | 19     | -4  |
| Reggina          | 35                        | 11                        | 13                        | 11                        | 33                        | 28                        | 0            | 0            | 0            | 0            | 0            | 0            | 0     | 0     | 0     | 0     | 0     | 0     | 35     | 11     | 13     | 11     | 33     | 28     | +5  |
| Rimini           | 12                        | 2                         | 7                         | 3                         | 14                        | 19                        | 1            | 0            | 1            | 0            | 2            | 2            | 0     | 0     | 0     | 0     | 0     | 0     | 13     | 2      | 8      | 3      | 16     | 21     | -5  |
| Roma             | 20                        | 3                         | 9                         | 8                         | 16                        | 27                        | 3            | 0            | 1            | 2            | 4            | 7            | 0     | 0     | 0     | 0     | 0     | 0     | 23     | 3      | 10     | 10     | 20     | 34     | -14 |
| Salernitana      | 42                        | 11                        | 16                        | 15                        | 33                        | 38                        | 2            | 1            | 0            | 1            | 3            | 4            | 2     | 1     | 0     | 1     | 2     | 1     | 46     | 13     | 16     | 17     | 38     | 43     | -5  |
| Sambenedettese   | 22                        | 9                         | 8                         | 5                         | 22                        | 16                        | 4            | 2            | 2            | 0            | 7            | 2            | 0     | 0     | 0     | 0     | 0     | 0     | 26     | 11     | 10     | 5      | 29     | 18     | +11 |
| Sampdoria        | 14                        | 7                         | 3                         | 4                         | 15                        | 12                        | 1            | 1            | 0            | 0            | 3            | 0            | 0     | 0     | 0     | 0     | 0     | 0     | 15     | 8      | 3      | 4      | 18     | 12     | +6  |
| Sassuolo         | 2                         | 0                         | 2                         | 0                         | 1                         | 1                         | 1            | 0            | 0            | 1            | 0            | 1            | 0     | 0     | 0     | 0     | 0     | 0     | 3      | 0      | 2      | 1      | 1      | 2      | -1  |
| Savoia           | 24                        | 14                        | 5                         | 5                         | 39                        | 11                        | 0            | 0            | 0            | 0            | 0            | 0            | 2     | 1     | 1     | 0     | 2     | 1     | 26     | 15     | 6      | 5      | 41     | 12     | +29 |
| Siena            | 6                         | 2                         | 2                         | 2                         | 6                         | 8                         | 0            | 0            | 0            | 2            | 0            | 3            | 0     | 0     | 0     | 0     | 0     | 0     | 8      | 2      | 2      | 4      | 6      | 11     | -5  |
| Siracusa         | 24+2                      | 11+1                      | 4                         | 9+1                       | 34+2                      | 26+2                      | 0            | 0            | 0            | 0            | 0            | 0            | 0     | 0     | 0     | 0     | 0     | 0     | 26     | 12     | 4      | 10     | 36     | 28     | +8  |
| Sora             | 10                        | 6                         | 2                         | 2                         | 11                        | 6                         | 0            | 0            | 0            | 0            | 0            | 0            | 4     | 1     | 1     | 2     | 4     | 6     | 14     | 7      | 3      | 4      | 15     | 12     | +3  |
| Sorrento         | 18                        | 10                        | 3                         | 5                         | 33                        | 12                        | 0            | 0            | 0            | 0            | 0            | 0            | 2     | 0     | 0     | 2     | 1     | 4     | 20     | 10     | 3      | 7      | 34     | 16     | +18 |
| SPAL             | 14                        | 4                         | 2                         | 8                         | 16                        | 23                        | 1            | 1            | 0            | 0            | 1            | 0            | 0     | 0     | 0     | 0     | 0     | 0     | 15     | 5      | 2      | 8      | 17     | 23     | -6  |
| Spezia           | 12+1                      | 4+1                       | 5                         | 3                         | 11+2                      | 9+1                       | 0            | 0            | 0            | 0            | 0            | 0            | 0     | 0     | 0     | 0     | 0     | 0     | 13     | 5      | 5      | 3      | 13     | 10     | +3  |
| Südtirol         | 0+2                       | 0+1                       | 0                         | 0+1                       | 0+2                       | 0+1                       | 0            | 0            | 0            | 0            | 0            | 0            | 0     | 0     | 0     | 0     | 0     | 0     | 2      | 1      | 0      | 1      | 2      | 1      | +1  |
| Taranto          | 46+2                      | 17+1                      | 13                        | 16+1                      | 50+1                      | 39+1                      | 3            | 1            | 1            | 1            | 2            | 3            | 0     | 0     | 0     | 0     | 0     | 0     | 51     | 19     | 14     | 18     | 53     | 43     | +10 |
| Teramo           | 12                        | 4                         | 5                         | 3                         | 11                        | 9                         | 0            | 0            | 0            | 0            | 0            | 0            | 0     | 0     | 0     | 0     | 0     | 0     | 12     | 4      | 5      | 3      | 11     | 9      | +2  |
| Ternana          | 34+1                      | 11                        | 10+1                      | 13                        | 37                        | 44                        | 2            | 0            | 2            | 0            | 1            | 1            | 1     | 0     | 0     | 1     | 0     | 1     | 38     | 11     | 13     | 14     | 38     | 46     | -8  |
| Torino           | 26                        | 4                         | 11                        | 11                        | 23                        | 37                        | 1            | 0            | 1            | 0            | 1            | 1            | 0     | 0     | 0     | 0     | 0     | 0     | 27     | 4      | 12     | 11     | 24     | 38     | -14 |
| Torres           | 10                        | 5                         | 4                         | 1                         | 14                        | 10                        | 0            | 0            | 0            | 0            | 0            | 0            | 2     | 1     | 0     | 1     | 4     | 3     | 12     | 6      | 4      | 2      | 18     | 13     | +5  |
| Trani            | 14                        | 6                         | 5                         | 1                         | 16                        | 6                         | 0            | 0            | 0            | 0            | 0            | 0            | 0     | 0     | 0     | 0     | 0     | 0     | 14     | 6      | 5      | 1      | 16     | 6      | +10 |
| Trapani          | 48+3                      | 15+2                      | 13                        | 20+1                      | 47+5                      | 58+5                      | 0            | 0            | 0            | 0            | 0            | 0            | 2     | 0     | 2     | 0     | 3     | 3     | 53     | 17     | 15     | 21     | 55     | 66     | -11 |
| Treviso          | 6                         | 1                         | 1                         | 4                         | 6                         | 9                         | 0            | 0            | 0            | 0            | 0            | 0            | 2     | 1     | 0     | 1     | 2     | 2     | 8      | 2      | 1      | 5      | 8      | 11     | -3  |
| Triestina        | 12                        | 1                         | 5                         | 6                         | 10                        | 16                        | 0            | 0            | 0            | 0            | 0            | 0            | 0     | 0     | 0     | 0     | 0     | 0     | 12     | 1      | 5      | 6      | 10     | 16     | -6  |
| Turris           | 28                        | 15                        | 5                         | 8                         | 40                        | 23                        | 0            | 0            | 0            | 0            | 0            | 0            | 3     | 3     | 0     | 0     | 5     | 1     | 31     | 18     | 5      | 8      | 45     | 24     | +21 |
| Udinese          | 22                        | 7                         | 10                        | 5                         | 32                        | 25                        | 2            | 1            | 0            | 1            | 1            | 4            | 1     | 1     | 0     | 0     | 5     | 1     | 25     | 9      | 10     | 6      | 38     | 30     | +8  |
| Varese           | 12                        | 3                         | 7                         | 2                         | 14                        | 13                        | 3            | 2            | 0            | 1            | 5            | 2            | 0     | 0     | 0     | 0     | 0     | 0     | 15     | 5      | 7      | 3      | 19     | 15     | +4  |
| Venezia          | 8                         | 4                         | 1                         | 3                         | 11                        | 10                        | 2            | 2            | 0            | 0            | 4            | 1            | 0     | 0     | 0     | 0     | 0     | 0     | 10     | 6      | 1      | 3      | 15     | 11     | +4  |
| Verona           | 26                        | 11                        | 5                         | 10                        | 36                        | 33                        | 4            | 1            | 1            | 2            | 2            | 6            | 0     | 0     | 0     | 0     | 0     | 0     | 30     | 12     | 6      | 12     | 38     | 39     | -1  |
| Vibonese         | 12                        | 9                         | 2                         | 1                         | 18                        | 5                         | 0            | 0            | 0            | 0            | 0            | 0            | 0     | 0     | 0     | 0     | 0     | 0     | 12     | 9      | 2      | 1      | 18     | 5      | +13 |
| Vicenza          | 20+2                      | 7                         | 5+1                       | 8+1                       | 24+1                      | 27+2                      | 1            | 0            | 0            | 1            | 1            | 2            | 0     | 0     | 0     | 0     | 0     | 0     | 23     | 7      | 6      | 10     | 26     | 31     | -5  |
| Vigor Lamezia    | 12+1                      | 8                         | 3                         | 0+1                       | 32                        | 11+1                      | 0            | 0            | 0            | 0            | 0            | 0            | 1     | 0     | 1     | 0     | 1     | 1     | 14     | 8      | 4      | 1      | 33     | 13     | +20 |
| Vis Pesaro       | 8                         | 5                         | 3                         | 0                         | 16                        | 6                         | 0            | 0            | 0            | 0            | 0            | 0            | 0     | 0     | 0     | 0     | 0     | 0     | 8      | 5      | 3      | 0      | 16     | 6      | +10 |
| Viterbese        | 15                        | 8                         | 5                         | 2                         | 20                        | 11                        | 0            | 0            | 0            | 0            | 0            | 0            | 0     | 0     | 0     | 0     | 0     | 0     | 15     | 8      | 5      | 2      | 20     | 11     | +9  |

### Campionato di Serie A
Dati aggiornati al 15 maggio 1988.
| Avellino   | Casa | Casa | Casa | Casa | Trasferta | Trasferta | Trasferta | Trasferta | Totale | Totale | Totale | Totale | Totale | Totale | DR  |
| Avellino   | G    | V    | N    | P    | G         | V         | N         | P         | G      | V      | N      | P      | Gf     | Gs     | DR  |
| ---------- | ---- | ---- | ---- | ---- | --------- | --------- | --------- | --------- | ------ | ------ | ------ | ------ | ------ | ------ | --- |
| Ascoli     | 9    | 6    | 3    | 0    | 9         | 1         | 4         | 4         | 18     | 7      | 7      | 4      | 24     | 21     | +3  |
| Atalanta   | 4    | 2    | 2    | 0    | 4         | 0         | 3         | 1         | 8      | 2      | 5      | 1      | 8      | 8      | 0   |
| Bari       | 1    | 0    | 1    | 0    | 1         | 1         | 0         | 0         | 2      | 1      | 1      | 0      | 1      | 0      | +1  |
| Bologna    | 4    | 2    | 1    | 1    | 4         | 0         | 2         | 2         | 8      | 2      | 3      | 3      | 3      | 3      | 0   |
| Brescia    | 2    | 1    | 1    | 0    | 2         | 1         | 0         | 1         | 4      | 2      | 1      | 1      | 3      | 3      | 0   |
| Cagliari   | 4    | 1    | 2    | 1    | 4         | 0         | 3         | 1         | 8      | 1      | 5      | 2      | 7      | 10     | -3  |
| Catania    | 1    | 0    | 1    | 0    | 1         | 0         | 1         | 0         | 2      | 0      | 2      | 0      | 1      | 1      | 0   |
| Catanzaro  | 5    | 4    | 1    | 0    | 5         | 0         | 5         | 0         | 10     | 4      | 6      | 0      | 10     | 2      | +8  |
| Cesena     | 3    | 2    | 1    | 0    | 3         | 0         | 1         | 2         | 6      | 2      | 2      | 2      | 5      | 6      | -1  |
| Como       | 6    | 1    | 4    | 1    | 6         | 2         | 2         | 2         | 12     | 3      | 6      | 3      | 12     | 15     | -3  |
| Cremonese  | 1    | 1    | 0    | 0    | 1         | 0         | 1         | 0         | 2      | 1      | 1      | 0      | 2      | 0      | +2  |
| Empoli     | 2    | 1    | 0    | 1    | 2         | 1         | 1         | 0         | 4      | 2      | 1      | 1      | 2      | 1      | +1  |
| Fiorentina | 10   | 3    | 4    | 3    | 10        | 0         | 0         | 10        | 20     | 3      | 4      | 13     | 14     | 28     | -14 |
| Genoa      | 3    | 2    | 1    | 0    | 3         | 2         | 1         | 0         | 6      | 4      | 2      | 0      | 10     | 2      | +8  |
| Inter      | 10   | 2    | 3    | 5    | 10        | 0         | 3         | 7         | 20     | 2      | 6      | 12     | 10     | 29     | -19 |
| Juventus   | 10   | 2    | 6    | 2    | 10        | 0         | 2         | 8         | 20     | 2      | 8      | 10     | 12     | 30     | -18 |
| Lazio      | 4    | 2    | 1    | 1    | 4         | 1         | 2         | 1         | 8      | 3      | 3      | 2      | 8      | 6      | +2  |
| Lecce      | 1    | 1    | 0    | 0    | 1         | 0         | 1         | 0         | 2      | 1      | 1      | 0      | 4      | 2      | +2  |
| Milan      | 8    | 5    | 3    | 0    | 8         | 0         | 0         | 8         | 16     | 5      | 3      | 8      | 12     | 17     | -5  |
| Napoli     | 10   | 2    | 4    | 4    | 10        | 1         | 3         | 6         | 20     | 3      | 7      | 10     | 9      | 22     | -13 |
| Perugia    | 3    | 1    | 1    | 1    | 3         | 0         | 2         | 1         | 6      | 1      | 3      | 2      | 5      | 6      | -1  |
| Pescara    | 2    | 1    | 1    | 0    | 2         | 0         | 1         | 1         | 4      | 1      | 2      | 1      | 4      | 4      | 0   |
| Pisa       | 4    | 2    | 2    | 0    | 4         | 0         | 2         | 2         | 8      | 2      | 4      | 2      | 5      | 6      | -1  |
| Pistoiese  | 1    | 1    | 0    | 0    | 1         | 0         | 0         | 1         | 2      | 1      | 0      | 1      | 4      | 2      | +2  |
| Roma       | 10   | 3    | 5    | 2    | 10        | 0         | 4         | 6         | 20     | 3      | 9      | 8      | 16     | 27     | -11 |
| Sampdoria  | 6    | 3    | 1    | 2    | 6         | 2         | 2         | 2         | 12     | 5      | 3      | 4      | 13     | 12     | +1  |
| Torino     | 10   | 3    | 5    | 2    | 10        | 0         | 3         | 7         | 20     | 3      | 8      | 9      | 16     | 28     | -12 |
| Udinese    | 8    | 2    | 5    | 1    | 8         | 3         | 1         | 4         | 16     | 5      | 6      | 5      | 26     | 23     | +3  |
| Verona     | 7    | 6    | 1    | 0    | 7         | 1         | 1         | 5         | 14     | 7      | 2      | 5      | 19     | 21     | -2  |
| Vicenza    | 1    | 1    | 0    | 0    | 1         | 0         | 0         | 1         | 2      | 1      | 0      | 1      | 2      | 2      | 0   |

## Calciatori
Dati aggiornati al 27 aprile 2025.

### Presenze
| Gare ufficiali - 284 Simone Paolo Puleo (2000-2006, 2006-2007, 2009-2012) - 277 Angelo D'Angelo (2009-2018) - 230 Elio Grappone (1952-1956, 1960-1964) - 216 Armo Agosto (1950-1958) - 210 Salvatore Di Somma (1977-1984) - 206 Roberto Amodio (1984-1990, 1999) 206 Luigi Castaldo (2012-2018) 206 Francesco Millesi (2003-2006, 2010-2014) - 196 Gian Filippo Reali (1974-1979) | Campionato - 251 Angelo D'Angelo (2009-2018) - 246 Simone Paolo Puleo (2000-2006, 2006-2007, 2009-2012) - 230 Elio Grappone (1952-1956, 1960-1964) - 216 Armo Agosto (1950-1958) - 193 Luigi Castaldo (2012-2018) - 183 Salvatore Di Somma (1977-1984) - 179 Roberto Amodio (1984-1990, 1999) - 178 Francesco Millesi (2003-2006, 2010-2014) - 178 Gian Filippo Reali (1974-1979) - 141 Domenico Cecere (2002-2007) |
| Serie A - 148 Salvatore Di Somma (1978-1984) - 137 Franco Colomba (1983-1988) - 107 Gian Pietro Tagliaferri (1981-1985) - 106 Roberto Amodio (1984-1988) - 105 Armando Ferroni (1984-1988) - 103 Mario Piga (1978-1982) - 90 Stefano Tacconi (1980-1983) - 88 Beniamino Vignola (1980-1983) - 87 Alessandro Bertoni (1985-1988) - 84 Vincenzo Romano (1978-1980, 1985-1988)       | Serie B - 165 Luigi Castaldo (2013-2018) - 156 Angelo D'Angelo (2013-2018) - 150 Gian Filippo Reali (1974-1978) - 118 Costanzo Celestini (1988-1992) - 108 Mariano Arini (2013-2016) - 104 Mario Facco (1974-1977) - 97 Adriano Lombardi (1975-1978) - 92 Carmelo Parpiglia (1989-1992) - 86 Augusto Gentilini (1989-1992) - 82 Lorenzo Battaglia (1989-1992)                                                       |

### Reti
- 70[40]  Luigi Castaldo (2012-2018)
- 61[41]  Franco Tanelli (1946-1949)
- 56[42]  Raffaele Biancolino (2003-2004, 2005-2007, 2012-2014)
- 50  Carmine Ricciardi (1929-1932)

50  Livio Gennari (1945-1949)
- 47  Nando Del Gaudio (1956-1957, 1959-1962)
- 37  Cosimo Patierno (2023-2025)
- 35[43]  Salvatore Fresta (1992-1995, 1997, 2002)

| Campionato - 65 Luigi Castaldo (2012-2018) - 61 Franco Tanelli (1946-1949) - 52+4 Raffaele Biancolino (2003-2004, 2005-2007, 2012-2014) - 50 Carmine Ricciardi (1929-1932) 50 Livio Gennari (1945-1949) - 47 Nando Del Gaudio (1956-1957, 1959-1962) - 35+1 Cosimo Patierno (2023-2025) - 31 Fortunato Cesero (1967-1969) - 30 Lucio Mujesan (1964-1966) - 29+2 Salvatore Fresta (1992-1995, 1997, 2002) 29 Armo Agosto (1950-1958) - 28+3 Francesco Millesi (2003-2006, 2010-2014) - 27 Alessandro Pellicori (2002-2003, 2007-2009) 27 Giuseppe Rodomonti (1946-1949, 1951-1952) - 25+2 Gianluca De Angelis (2011-2013) - 24 Benito Brugnera (1958-1960) - 23+1 Felice Evacuo (2004-2005, 2006-2007) 23 Angelo D'Angelo (2009-2018) - 22 Ramón Díaz (1983-1986) - 21 Gaetano Romano (2009-2010) - 20+3 Vincenzo Moretti (2003-2006, 2006-2007) 20+1 Alessandro De Vena (2018-2019) 20+1 Riccardo Maniero (2020-2022) 20 Matteo Ardemagni (2016-2018) 20 Gian Piero Ghio (1967-1968) | Coppa Italia - 7 Beniamino Vignola (1980-1983) - 4 Alessandro Bertoni (1985-1989) 4 Luigi Castaldo (2012-2018) 4 Gianluca De Ponti (1978-1980) 4 Søren Skov (1982-1983) - 3 Nikos Anastopoulos (1987-1988) 3 Franco Colomba (1983-1988) 3 Gianluca De Angelis (2011-2013) 3 Giovanni Carlo Ferrari (1974-1975) 3 Rino Gritti (1975-1977) 3 Sandro Tovalieri (1986-1987) |
| Serie A - 22 Ramón Díaz (1983-1986) - 16 Beniamino Vignola (1980-1983) - 15 Gianluca De Ponti (1978-1980) - 14 Franco Colomba (1983-1988) - 13 Juary (1980-1982) 13 Walter Schachner (1986-1988) - 11 Paolo Benedetti (1985-1988) - 10 Gerónimo Barbadillo (1982-1985) 10 Giuseppe Massa (1978-1981) - 8 Gian Pietro Tagliaferri (1981-1985) | Serie B - 51 Luigi Castaldo (2013-2018) - 20 Matteo Ardemagni (2016-2018) 20 Alessandro Pellicori (2007-2009) - 19 Pasquale Luiso (1995-1996) - 18 Giuliano Musiello (1975-1976) 18 Orazio Sorbello (1989-1991) - 17 Tomas Danilevičius (2005-2006) - 15 Andrej Gălăbinov (2013-2014) 15 Vital' Kutuzaŭ (2003-2004) 15 Angelo D'Angelo (2013-2018)                      |

- 30  Franco Tanelli (Serie C 1946-1947)
- 24+1  Raffaele Biancolino (Serie C1 2006-2007)
- 21  Benito Brugnera (Serie D 1958-1959)

21  Gaetano Romano (Serie D 2009-2010)
- 20+1  Alessandro De Vena (Serie D 2018-2019)

20+1  Cosimo Patierno (Serie C 2023-2024)
20  Gian Piero Ghio (Serie C 1967-1968)
- 19  Nando Del Gaudio (Serie D 1961-1962)

19  Pasquale Luiso (Serie B 1995-1996)
- 18  Giuliano Musiello (Serie B 1975-1976)

18  Luigi Molino (Serie C1 2002-2003)
18  Alessandro Pellicori (Serie B 2007-2008)
- 17  Fortunato Cesero (Serie C 1968-1969)

17  Tomas Danilevičius (Serie B 2005-2006)
- 16+1  Giuseppe Mascara (Serie C1 2000-2001)

16  Carmine Ricciardi (Promozione 1929-1930)
16  Luigi Castaldo (Serie B 2014-2015)
- 15+1  Felice Evacuo (Serie C1 2006-2007)

15  Lajos Kovács (Serie C 1948-1949)
15  Corrado Perli (Serie C 1962-1963)
15  Lucio Mujesan (Serie C 1964-1965)
15  Lucio Mujesan (Serie C 1965-1966)
15  Augusto Ive (Serie C 1966-1967)
15  Vital' Kutuzaŭ (Serie B 2003-2004)
15  Andrej Gălăbinov (Serie B 2013-2014)
15  Cosimo Patierno (Serie C 2024-2025)

### Capitani
| Calciatore              | Ruolo | Stagioni al club                 | Stagioni da capitano                 | Presenze | Reti |
| ----------------------- | ----- | -------------------------------- | ------------------------------------ | -------- | ---- |
| Antonio Giammarino      | ?     | ?-?                              | 1919-1923 (4)                        | ?        | ?    |
| Pietro Affabile         | D     | 1923-1933 e 1944-1945            | 1923-1933 e 1944-1945 (11)           | ?        | ?    |
| Carlo Ceresoli          | ?     | ?-1935                           | 1934-1935 (1)                        | ?        | ?    |
| Francesco Tenore        | ?     | 1932-1933 e 1937-1941            | 1937-1941 (4)                        | ?        | ?    |
| …                       |       |                                  |                                      |          |      |
| Livio Gennari           | A     | 1945-1949                        | 1946-1949 (3)                        | ?        | 50   |
| …                       |       |                                  |                                      |          |      |
| Armo Agosto             | D     | 1950-1958                        | 1950-1958 (8)                        | 216      | ?    |
| Gianni Fida             | C     | 1957-1961                        | 1958-1961 (3)                        | 104      | ?    |
| Elio Grappone           | D     | 1952-1956 e 1960-1964            | 1961-1964 (3)                        | 230      | ?    |
| Luigi De Falco          | D     | 1957-1965                        | 1964-1965 (1)                        | ?        | ?    |
| Renzo Selmo             | C     | 1964-1967                        | 1965-1967 (2)                        | 99       | 15   |
| Claudio Cattonar        | D     | 1966-1970                        | 1967-1970 (3)                        | 136      | ?    |
| Bruno Pinna             | C     | 1968-1971                        | 1970-1971 (1)                        | 98       | 6    |
| Emilio Monaldi          | D     | 1971-1972                        | 1971-1972 (1)                        | 36       | 0    |
| Mauro Pantani           | D     | 1972-1973                        | 1972-1973 (1)                        | 30       | 13   |
| Piero Fraccapani        | D     | 1972-1974                        | 1973-1974 (1)                        | 58       | 0    |
| Costantino Fava         | A     | 1973-1975                        | 1974-1975 (1)                        | 59       | 8    |
| Mario Facco             | D     | 1974-1977                        | 1975-1977 (2)                        | 104      | 2    |
| Adriano Lombardi        | C     | 1975-1979                        | 1977-1979 (2)                        | 121      | 13   |
| Salvatore Di Somma      | D     | 1977-1984                        | 1979-1984 (5)                        | 183      | 5    |
| Gian Pietro Tagliaferri | C     | 1981-1985                        | 1984-1985 (1)                        | 107      | 7    |
| Franco Colomba          | C     | 1983-1988                        | 1985-1988 (3)                        | 132      | 14   |
| Roberto Amodio          | D     | 1984-1990 e 1999                 | 1988-1990 (2)                        | 179      | 2    |
| Costanzo Celestini      | D     | 1988-1992                        | 1990-1992 (2)                        | 118      | 2    |
| Dario Levanto           | C     | 1991-1993                        | 1992-1993 (1)                        | 47       | 2    |
| Roberto Carannante      | D     | 1992-1995                        | 1993-1994 (1)                        | 94       | 2    |
| Fabrizio Fioretti       | C     | 1994-1996                        | 1994-1995 (1)                        | 54       | 6    |
| Antonio Marasco         | C     | 1991-1996                        | 1995-1996 (1)                        | 114      | 10   |
| Michele Menolascina     | C     | 1996-1997                        | 1996-1997 (1)                        | 23       | 0    |
| Andrea Cecchini         | C     | 1996-1998                        | 1997-1998 (1)                        | 55       | 14   |
| Stefano Trinchera       | D     | 1998-2000                        | 1998-2000 (2)                        | 63       | 15   |
| Massimo Demartis        | D     | 1998-2001                        | 2000-2001 (1)                        | 88       | 0    |
| Giovanni Ignoffo        | D     | 2000-2003                        | 2001-2003 (2)                        | 93       | 4    |
| Simone Paolo Puleo      | D     | 2000-2006, 2006-2007 e 2009-2012 | 2003-2005, 2006-2007 e 2009-2011 (6) | 246      | 4    |
| Domenico Cecere         | P     | 2002-2007                        | 2006 (1)                             | 141      | -152 |
| Stefano De Angelis      | C     | 2006-2008 e 2009-2011            | 2007-2008 (1)                        | 67       | 2    |
| Domenico Di Cecco       | C     | 2006-2009                        | 2008-2009 (1)                        | 105      | 1    |
| Francesco Millesi       | C     | 2003-2006 e 2010-2014            | 2011-2014 (3)                        | 178      | 28   |
| Angelo D'Angelo         | C     | 2009-2018                        | 2014-2018 (4)                        | 251      | 23   |
| Santiago Morero         | D     | 2018, 2018-2020                  | 2018-2020 (2)                        | 64       | 5    |
| Mirko Miceli            | D     | 2020-2021                        | 2020-2021 (1)                        | 30       | 0    |
| Salvatore Aloi          | C     | 2020-2022                        | 2021-2022 (1)                        | 62       | 6    |
| Antonio Di Gaudio       | C     | 2021-2023                        | 2022-2023 (1)                        | 37       | 5    |
| Fabio Tito              | D     | 2020-2024                        | 2023-2024 (1)                        | 121      | 7    |
| Marco Armellino         | C     | 2023-2025                        | 2024-2025 (1)                        | 60       | 2    |

Dati aggiornati al 27 aprile 2025.

## Allenatori
Dati aggiornati al 27 aprile 2025.

### Promozioni
- Promozione dalla B alla A:

Paolo Carosi (1977-1978)
- Promozioni dalla C/C1/Prima Divisione alla B:

Antonio Giammarinaro (1972-1973);
Zbigniew Boniek (1994-1995);
Salvatore Vullo (2002-2003);
Francesco Oddo (2004-2005);
Giovanni Vavassori (2006-2007);
Massimo Rastelli (2012-2013)
Raffaele Biancolino (2024-2025)
- Promozioni dalla D alla C:

Vincenzo Marsico (1961-1962);
Ulisse Giunchi (1963-1964);
Giovanni Bucaro (2018-2019)

### Trofei vinti
- Torneo Estivo :

Enzo Robotti (1986)
- Supercoppa di Serie C / C1:

Massimo Rastelli (2013)
- Scudetto Serie D:

Giovanni Bucaro (2019)

### Numero di panchine
Di seguito i dati relativi alle panchine degli allenatori in campionato. L'allenatore segnato in grassetto siede attualmente sulla panchina dell'Avellino.
- 145  Massimo Rastelli (2012-2015 - Lega Pro Prima Divisione; Serie B; 2022-2023 - Serie C)[N1 1]
- 136  Silvio Di Gennaro (1955-1957; 1958-1960 - IV Serie; Interregionale; Serie C)
- 117  Antonio Giammarinaro (1972-1975; 1975 - Serie C; Serie B)
- 105  Renato Piacentini (1966-1967; 1968-1969; 1971 - Serie C)
- 102  Ulisse Giunchi (1963-1966 - Serie D; Serie C)
- 86  Luís Vinício (1980-1982; 1986-1987; 1987 - Serie A)
- 77  Alfonso Ricciardi (1947-1949 - Serie C)[N1 2]
- 61  Piero Braglia (2020 - 2022 - Serie C)[N1 3]
- 61  Adriano Lombardi (1990; 1992-1993; 1998 - Serie B; Serie C1)
- 60  Lajos Kovacs (1952-1954 - IV Serie)[N1 4]
- 60  Rino Marchesi (1978-1980 - Serie A)
- 59  Walter Novellino (2016-2018 - Serie B)
- 57  Giovanni Bucaro (2011-2012 - Lega Pro Prima Divisione; 2018-2019 - Serie D)[46]
- 53  Corrado Viciani (1976-1977 - Serie B)
- 52  Francesco Oddo (1990-1991 - Serie B; 2005 - Serie C1; Serie B)[N1 5]
- 48  Vincenzo Pulcinella (1962; 1968; 1970-1971 - Serie C)
- 46  Zdeněk Zeman (2003-2004 - Serie B)
- 45  Salvatore Vullo (2002-2003 - Serie C1; 2011 - Lega Pro Seconda Divisione; Lega Pro Prima Divisione)[N1 6]
- 42  Lorenzo Scarafoni (DT) (2007-2008 - Serie B)
- 41  Salvatore Marra (2009-2011 - Serie D; Lega Pro Seconda Divisione)[N1 7]
- 41  Michele Pazienza (2023-2024; 2024 - Serie C)[N1 8]
- 40  Vincenzo Marsico (1961-1962 - Serie D; Serie C)
- 38  Paolo Carosi (1977-1978 - Serie B)
- 37  Attilio Tesser (2015-2016; 2016 - Serie B)
- 35  Salvatore Campilongo (2008-2009 - Serie B)
- 34  Aldo Ammazzalorso (2000-2001 - Serie C1)[N1 9]
- 34  Franco Colomba (2005-2006 - Serie B)[N1 10]
- 34  Gabriele Geretto (1998-1999 - Serie C1)
- 34  Skender Perolli (1954-1955 - IV Serie)
- 34  Fernando Veneranda (1982-1983; 1983 - Serie A)
- 33  Rinaldo Settembrino (1969-1970 - Serie C)
- 32  Salvatore Di Somma (1993-1994; 1997 - Serie C1)
- 31  Giuseppe Papadopulo (1994-1995 - Serie C1)
- 30+  Pietro Affabile (1923-1925; 1945 - Campionati Regionali; Prima Divisione)
- 30+  Antonio Giammarino (1919-1923 - Campionati Regionali)
- 30  Antonio Angelillo (1984-1985 - Serie A)
- 30  Raffaele Biancolino (2022; 2024-2025 - Serie C)
- 30  Giuseppe Galderisi (2006-2007 - Serie C1)
- 30  Giacomo Losi (1971-1972 - Serie C)
- 30  Enzo Robotti (1985-1986 - Serie A)
- 29  Guido Carboni (2007-2008 - Serie B)
- 28  Bruno Bolchi (1991-1992 - Serie B)
- 28  Antonello Cuccureddu (2004-2005 - Serie C1)
- 28  Giovanni Landolfi (1949-1950 - Promozione)[N1 11]
- 28  Ferenc Plemich (1951; 1951-1952 - Serie C; Promozione)
- 26  Osvaldo Sacchi (1932-1933 - Terza Divisione)
- 26  Giovanni Terrile (1929-1930 - Terza Divisione)
- 25  Eugenio Bersellini (1987-1988 - Serie A)
- 25  Eugenio Fascetti (1988-1989 - Serie B)
- 23  Mario Russo (1999-2000 - Serie C1)
- 23  Nedo Sonetti (1989-1990 - Serie B)
- 22  Armo Agosto (1957-1958; 1960 - Campionato Interregionale, Prima Categoria; Serie C)
- 22  Fedele Greco (1963 - Serie C)
- 22  Tomislav Ivić (DT) (1985-1986 - Serie A)
- 22  Aimone Lo Prete (1960-1961 - Serie C)

- 21  Ottavio Bianchi (1983-1984 - Serie A)
- 21  Ezio Capuano (2019-2020 -  Serie C)[N1 12]
- 21  Francesco Tenore (1941-1943 - Prima Divisione)
- 20  Enrico Cardellicchio (1931-1932 - Seconda Divisione)
- 19  Gaetano Auteri (2001; 2002 - Serie C1)
- 19  Roberto Morinini (1997-1998 - Serie C1)
- 19  Bruno Pace (1996 - Serie B)
- 18  Giorgio Armari (1930-1931 - Seconda Divisione)
- 18  Domenico Rosati (1967-1968 - Serie C)
- 16  Domenico Toscano (2016 - Serie B)
- 15+  Emilio Spagnuolo (1925-1927 - Campionati Regionali)
- 15  Giancarlo Ansaloni (1994 - Serie C1)
- 15  Archimede Graziani (2018 -  Serie D)
- 15  Corrado Orrico (1995-1996 - Serie B)
- 15  Orazio Sola (1945; 1945-1946 - Prima Divisione; Serie C)
- 15  Giuliano Sonzogni (2001-2002 - Serie C1)
- 15  Ceresoli (1934-1935 - Seconda Divisione)
- 14  Giovanni Chiricallo (1952 - Promozione)
- 14  Giulio Marinaro (DT) (1941-1942 - Prima Divisione)
- 13  Alessandro Calori (2008 - Serie B)
- 13  Enzo Ferrari (1988 - Serie B)
- 13  Renato Tofani (1950-1951 - Serie C)
- 13  Antonio Vojak (1946-1947 - Serie C)
- 12  Francesco D'Arrigo (2009 - Serie D)
- 12  Mario Stua (1957 - Campionato Interregionale, Prima Categoria)
- 11  Luigi Castello (1946 - Serie C)
- 11  Carmine Gautieri (2022 - Serie C)[N1 13]
- 11  Luigi Strada (1945 - Prima Divisione)
- 10+  Armani (1927-1928 - Campionati Regionali)
- 10+  Del Campo (1928-1929 - Campionati Regionali)
- 10  Giuseppe Baldini (1977 - Serie B)
- 10  Pasquale Casale (1996 - Serie C1)
- 10  Fabio Del Bianco (1950 - Serie C)
- 10  Francesco Graziani (1992 - Serie B)
- 9  Claudio Foscarini (2018 -  Serie B)
- 9  Giovanni Ignoffo (2019 -  Serie C)
- 9  Claudio Tobia (1982 - Serie A)
- 9  Giuliano Zoratti (1996-1997 - Serie C1)
- 8  Ernesto Maglio (1961 - Serie C)
- 8  Roberto Taurino (2022 - Serie C)
- 7  Vittorio Belotti (1999 - Serie C1)
- 7  Aroldo Collesi (1971 - Serie C)
- 7  Giuseppe Incocciati (2008 - Serie B)
- 6  Zbigniew Boniek (1995; 1995 - Serie C1; Serie B)[N1 14]
- 6  Elio Grappone (1975 - Serie B)
- 5+  Giuseppe Cavanna (1936-1937 - Campionati Regionali)
- 5+  Tozzoli (1925-1926 - Campionati Regionali)
- 5  Oscar Cirillo (1950 - Serie C)
- 5  Giuseppe Marchioro (1982 - Serie A)
- 5  Dario Marcolin (2016 - Serie B)
- 4  Lorenzo Mancàno (1999 - Serie C1)
- 4  Oronzo Pugliese (1975 - Serie B)
- 4  Giovanni Vavassori (2007 - Serie C1)[N1 15]
- 3  Aldo Cerantola (1998 - Serie C1)
- 2  Salvatore Esposito (1993 - Serie C1)
- 1  Vincenzo Battista (1995 - Serie C1)
- 1  Ferdinando Del Gaudio (1971 - Serie C)
- 1  Vianello (1962 - Serie C)
- 0  Castelli (1945 - Prima Divisione)[N1 16]
- 0  Massimo Ficcadenti (2002 - Serie C1)
- 0  Michele Marcolini (2018 -  Serie B)
- 0  Maurizio Sarri (2007 - Serie B)

Annotazioni
1. ↑  148 se si comprendono i play-off della Serie B 2014-2015.
2. ↑  78 se si comprende lo spareggio promozione della Serie C 1948-1949.
3. ↑  67 se si comprendono i play-off della Serie C 2020-2021.
4. ↑  67 se si comprendono gli spareggi promozione della IV Serie 1952-1953.
5. ↑  56 se si comprendono i play-off della Serie C1 2004-2005.
6. ↑  49 se si comprendono i play-off della Lega Pro Seconda Divisione 2010-2011.
7. ↑  44 se si comprendono i play-off della Serie D 2009-2010.
8. ↑  45 se si comprendono i play-off della Serie C 2023-2024.
9. ↑  36 se si comprendono i play-off della Serie C1 2000-2001.
10. ↑  36 se si comprendono i play-out della Serie B 2005-2006.
11. ↑  29 se si comprende lo spareggio della Promozione 1949-1950.
12. ↑  22 se si comprendono i play-off della Serie C 2019-2020.
13. ↑  12 se si comprendono i play-off della Serie C 2021-2022.
14. ↑  9 se si comprendono i play-off della Serie C1 1994-1995.
15. ↑  8 se si comprendono i play-off della Serie C1 2006-2007.
16. ↑  2 se si comprendono gli spareggi della Prima Divisione Campana 1945.

## Statistiche spettatori in campionato
Fonti: 
| Campionato                           | Stagione | Media  | Max.   | Min.   | Totale  | Abbonamenti |
| ------------------------------------ | -------- | ------ | ------ | ------ | ------- | ----------- |
| Serie B 1973-1974                    | dettagli | 7 238  | -      | -      | 137 527 | 3 010       |
| Serie B 1974-1975                    | dettagli | 7 261  | -      | -      | 137 970 | 3 267       |
| Serie B 1975-1976                    | dettagli | 8 064  | -      | -      | 153 232 | 4 323       |
| Serie B 1976-1977                    | dettagli | 8 108  | -      | -      | 154 062 | 3 514       |
| Serie B 1977-1978                    | dettagli | 9 423  | -      | -      | 179 051 | 3 304       |
| Serie A 1978-1979                    | dettagli | 24 735 | 38 622 | 13 085 | 371 019 | 8 304       |
| Serie A 1979-1980                    | dettagli | 24 059 | 34 724 | 14 771 | 360 880 | 12 770      |
| Serie A 1980-1981                    | dettagli | 24 207 | 48 843 | 15 960 | 363 105 | 11 933      |
| Serie A 1981-1982                    | dettagli | 24 338 | 37 835 | 17 014 | 365 066 | 14 340      |
| Serie A 1982-1983                    | dettagli | 18 796 | 28 560 | 13 216 | 281 935 | 8 051       |
| Serie A 1983-1984                    | dettagli | 23 591 | 38 455 | 15 844 | 353 863 | 12 967      |
| Serie A 1984-1985                    | dettagli | 28 556 | 42 314 | 22 601 | 428 340 | 18 989      |
| Serie A 1985-1986                    | dettagli | 26 729 | 43 742 | 20 758 | 400 930 | 15 951      |
| Serie A 1986-1987                    | dettagli | 24 765 | 38 642 | 17 857 | 371 476 | 15 610      |
| Serie A 1987-1988                    | dettagli | 21 785 | 34 449 | 16 520 | 326 778 | 13 599      |
| Serie B 1988-1989                    | dettagli | 14 987 | -      | -      | 284 756 | 7 872       |
| Serie B 1989-1990                    | dettagli | 10 481 | 20 420 | 7 198  | 199 130 | 8 189       |
| Serie B 1990-1991                    | dettagli | 9 559  | -      | -      | 181 621 | 5 965       |
| Serie B 1991-1992                    | dettagli | 8 638  | -      | -      | 128 311 | 5 635       |
| Serie C1 1992-1993                   | dettagli | 4 550  | -      | -      | -       | -           |
| Serie C1 1994-1995                   | dettagli | 8 271  | -      | -      | 115 800 | 5 187       |
| Serie B 1995-1996                    | dettagli | 8 121  | 20 014 | 5 665  | 154 297 | 4 687       |
| Serie C1 1996-1997                   | dettagli | 3 973  | -      | -      | 67 544  | 3 122       |
| Serie C1 1997-1998                   | dettagli | 6 174  | -      | -      | 104 961 | -           |
| Serie C1 1998-1999                   | dettagli | 1 995  | -      | -      | 33 923  | -           |
| Serie C1 1999-2000                   | dettagli | 1 611  | -      | -      | 27 379  | -           |
| Serie C1 2000-2001                   | dettagli | 5 947  | 12 237 | 3 079  | 101 106 | -           |
| Serie C1 2001-2002                   | dettagli | 3 998  | 8 546  | 1 854  | 67 968  | -           |
| Serie C1 2002-2003                   | dettagli | 8 435  | 25 000 | 2 563  | 143 389 | 998         |
| Serie B 2003-2004                    | dettagli | 8 348  | 15 000 | 4 000  | 183 648 | 6 843       |
| Serie C1 2004-2005                   | dettagli | 7 179  | 21 169 | 3 156  | 122 046 | 2 221       |
| Serie B 2005-2006                    | dettagli | 6 521  | 8 699  | 5 000  | 136 931 | 3 644       |
| Serie C1 2006-2007                   | dettagli | 5 053  | 10 955 | 1 747  | 75 797  | -           |
| Serie B 2007-2008                    | dettagli | 3 663  | 7 000  | 800    | 69 595  | 980         |
| Serie B 2008-2009                    | dettagli | 2 874  | 5 040  | 1 337  | 57 471  | 1 216       |
| Lega Pro Seconda Divisione 2010-2011 | dettagli | 2 350  | 3 500  | 1 000  | 35 250  | -           |
| Lega Pro Prima Divisione 2011-2012   | dettagli | 2 391  | 4 250  | 500    | 40 650  | -           |
| Lega Pro Prima Divisione 2012-2013   | dettagli | 5 269  | 9 990  | 3 200  | 79 040  | 1 741       |
| Serie B 2013-2014                    | dettagli | 5 788  | 10 000 | 6 000  | 121 562 | 2 264       |
| Serie B 2014-2015                    | dettagli | 5 592  | 9 000  | 5 000  | 117 433 | 3 110       |
| Serie B 2015-2016                    | dettagli | 4 922  | 10 125 | 4 500  | 103 365 | 3 027       |
| Serie B 2016-2017                    | dettagli | 4 773  | 9 500  | 3 500  | 100 251 | 3 053       |
| Serie B 2017-2018                    | dettagli | 5 162  | 10 000 | 2 964  | 108 410 | 2 817       |
| Serie D 2018-2019                    | dettagli | 2 734  | 3 882  | 500    | 51 949  | 2 210       |
| Serie C 2019-2020                    | dettagli | 3 980  | 5 301  | 3 000  | 55 719  | 2 952       |
| Serie C 2021-2022                    | dettagli | 2 795  | 4 900  | 1 864  | 53 103  | 1 310       |
| Serie C 2022-2023                    | dettagli | 3 577  | 6 276  | 2 500  | 60 816  | 2 380       |
| Serie C 2023-2024                    | dettagli | 6 488  | 9 400  | 3 000  | 123 277 | 4 588       |
| Serie C 2024-2025                    | dettagli | 7 556  | 9 500  | 5 500  | 128 451 | 5088        |
| Serie B 2025-2026                    | dettagli | -      | -      | -      | -       | 7 140       |